# Lista di asteroidi (34001-35000)
Di seguito una lista di asteroidi dal numero 34001 al 35000 con data di scoperta e scopritore.

## 34001-34100
| Nome                 | Designazione provvisoria | Data di scoperta | Scopritore               |
| -------------------- | ------------------------ | ---------------- | ------------------------ |
| 34001 -              | 2000 OR5                 | 24 luglio 2000   | LINEAR                   |
| 34002 Movsesian      | 2000 OD6                 | 24 luglio 2000   | LINEAR                   |
| 34003 Ivozell        | 2000 OU6                 | 29 luglio 2000   | LINEAR                   |
| 34004 Gregorini      | 2000 OS7                 | 30 luglio 2000   | M. Tombelli, D. Guidetti |
| 34005 -              | 2000 OY7                 | 30 luglio 2000   | LINEAR                   |
| 34006 -              | 2000 OQ9                 | 31 luglio 2000   | Črni Vrh                 |
| 34007 -              | 2000 OS11                | 23 luglio 2000   | LINEAR                   |
| 34008 -              | 2000 OB12                | 23 luglio 2000   | LINEAR                   |
| 34009 -              | 2000 OX12                | 23 luglio 2000   | LINEAR                   |
| 34010 Tassiloschwarz | 2000 OH13                | 23 luglio 2000   | LINEAR                   |
| 34011 Divyakranthi   | 2000 OK14                | 23 luglio 2000   | LINEAR                   |
| 34012 Prashaant      | 2000 OD15                | 23 luglio 2000   | LINEAR                   |
| 34013 -              | 2000 OG15                | 23 luglio 2000   | LINEAR                   |
| 34014 Pingali        | 2000 OP15                | 23 luglio 2000   | LINEAR                   |
| 34015 -              | 2000 OR16                | 23 luglio 2000   | LINEAR                   |
| 34016 Chaitanya      | 2000 OY16                | 23 luglio 2000   | LINEAR                   |
| 34017 Geeve          | 2000 OD17                | 23 luglio 2000   | LINEAR                   |
| 34018 -              | 2000 OK19                | 31 luglio 2000   | LINEAR                   |
| 34019 -              | 2000 OU19                | 30 luglio 2000   | LINEAR                   |
| 34020 -              | 2000 ON21                | 30 luglio 2000   | LINEAR                   |
| 34021 Suhanijain     | 2000 OW22                | 23 luglio 2000   | LINEAR                   |
| 34022 -              | 2000 OY23                | 23 luglio 2000   | LINEAR                   |
| 34023 -              | 2000 OH24                | 23 luglio 2000   | LINEAR                   |
| 34024 Cormaclarkin   | 2000 OO24                | 23 luglio 2000   | LINEAR                   |
| 34025 Caolannbrady   | 2000 OX24                | 23 luglio 2000   | LINEAR                   |
| 34026 Valpagliarino  | 2000 OA25                | 23 luglio 2000   | LINEAR                   |
| 34027 -              | 2000 OL25                | 23 luglio 2000   | LINEAR                   |
| 34028 Wuhuiyi        | 2000 OP25                | 23 luglio 2000   | LINEAR                   |
| 34029 -              | 2000 OX25                | 23 luglio 2000   | LINEAR                   |
| 34030 Tabuchi        | 2000 OM26                | 23 luglio 2000   | LINEAR                   |
| 34031 Fukumitsu      | 2000 OU26                | 23 luglio 2000   | LINEAR                   |
| 34032 -              | 2000 OC27                | 23 luglio 2000   | LINEAR                   |
| 34033 -              | 2000 OH27                | 23 luglio 2000   | LINEAR                   |
| 34034 Shehadeh       | 2000 OQ27                | 23 luglio 2000   | LINEAR                   |
| 34035 -              | 2000 OV27                | 23 luglio 2000   | LINEAR                   |
| 34036 -              | 2000 OX27                | 23 luglio 2000   | LINEAR                   |
| 34037 -              | 2000 OZ27                | 24 luglio 2000   | LINEAR                   |
| 34038 Abualragheb    | 2000 OA28                | 24 luglio 2000   | LINEAR                   |
| 34039 Torsteinvik    | 2000 OB29                | 30 luglio 2000   | LINEAR                   |
| 34040 -              | 2000 OX30                | 30 luglio 2000   | LINEAR                   |
| 34041 -              | 2000 OD31                | 30 luglio 2000   | LINEAR                   |
| 34042 Espeseth       | 2000 OQ31                | 30 luglio 2000   | LINEAR                   |
| 34043 -              | 2000 OS31                | 30 luglio 2000   | LINEAR                   |
| 34044 Obafial        | 2000 OZ31                | 30 luglio 2000   | LINEAR                   |
| 34045 -              | 2000 OD34                | 30 luglio 2000   | LINEAR                   |
| 34046 -              | 2000 OQ34                | 30 luglio 2000   | LINEAR                   |
| 34047 Gloria         | 2000 OJ35                | 30 luglio 2000   | LINEAR                   |
| 34048 -              | 2000 OR35                | 31 luglio 2000   | LINEAR                   |
| 34049 Myrelleangela  | 2000 ON36                | 30 luglio 2000   | LINEAR                   |
| 34050 -              | 2000 OU36                | 30 luglio 2000   | LINEAR                   |
| 34051 -              | 2000 OK37                | 30 luglio 2000   | LINEAR                   |
| 34052 -              | 2000 OL37                | 30 luglio 2000   | LINEAR                   |
| 34053 Carlquines     | 2000 OF38                | 30 luglio 2000   | LINEAR                   |
| 34054 -              | 2000 OE39                | 30 luglio 2000   | LINEAR                   |
| 34055 -              | 2000 OU41                | 30 luglio 2000   | LINEAR                   |
| 34056 -              | 2000 OJ42                | 30 luglio 2000   | LINEAR                   |
| 34057 -              | 2000 ON44                | 30 luglio 2000   | LINEAR                   |
| 34058 -              | 2000 OT44                | 30 luglio 2000   | LINEAR                   |
| 34059 -              | 2000 OS45                | 30 luglio 2000   | LINEAR                   |
| 34060 -              | 2000 OZ45                | 30 luglio 2000   | LINEAR                   |
| 34061 -              | 2000 OC48                | 31 luglio 2000   | LINEAR                   |
| 34062 -              | 2000 OD48                | 31 luglio 2000   | LINEAR                   |
| 34063 Mariamakarova  | 2000 OA49                | 31 luglio 2000   | LINEAR                   |
| 34064 -              | 2000 OK51                | 30 luglio 2000   | LINEAR                   |
| 34065 -              | 2000 OD52                | 31 luglio 2000   | LINEAR                   |
| 34066 -              | 2000 OS52                | 31 luglio 2000   | LINEAR                   |
| 34067 -              | 2000 OA55                | 29 luglio 2000   | LONEOS                   |
| 34068 -              | 2000 OB56                | 29 luglio 2000   | LONEOS                   |
| 34069 Andrewsteele   | 2000 OZ56                | 29 luglio 2000   | LONEOS                   |
| 34070 -              | 2000 OK57                | 29 luglio 2000   | LONEOS                   |
| 34071 -              | 2000 OT57                | 29 luglio 2000   | LONEOS                   |
| 34072 -              | 2000 OU58                | 29 luglio 2000   | LONEOS                   |
| 34073 -              | 2000 OW58                | 29 luglio 2000   | LONEOS                   |
| 34074 -              | 2000 OG59                | 29 luglio 2000   | LONEOS                   |
| 34075 -              | 2000 OE60                | 29 luglio 2000   | LONEOS                   |
| 34076 -              | 2000 OK60                | 29 luglio 2000   | LONEOS                   |
| 34077 Yoshiakifuse   | 2000 OV68                | 30 luglio 2000   | M. W. Buie               |
| 34078 -              | 2000 PF                  | 1 agosto 2000    | Črni Vrh                 |
| 34079 Samoylova      | 2000 PD1                 | 1 agosto 2000    | LINEAR                   |
| 34080 Clarakeng      | 2000 PE1                 | 1 agosto 2000    | LINEAR                   |
| 34081 Chowkitmun     | 2000 PH1                 | 1 agosto 2000    | LINEAR                   |
| 34082 -              | 2000 PL2                 | 1 agosto 2000    | LINEAR                   |
| 34083 Feretova       | 2000 PE4                 | 1 agosto 2000    | LINEAR                   |
| 34084 -              | 2000 PM4                 | 1 agosto 2000    | LINEAR                   |
| 34085 -              | 2000 PE5                 | 5 agosto 2000    | NEAT                     |
| 34086 -              | 2000 PP5                 | 5 agosto 2000    | P. G. Comba              |
| 34087 -              | 2000 PA7                 | 1 agosto 2000    | Črni Vrh                 |
| 34088 Satokosuka     | 2000 PC7                 | 6 agosto 2000    | BATTeRS                  |
| 34089 Smoter         | 2000 PL7                 | 2 agosto 2000    | LINEAR                   |
| 34090 Cewhang        | 2000 PG10                | 1 agosto 2000    | LINEAR                   |
| 34091 -              | 2000 PQ10                | 1 agosto 2000    | LINEAR                   |
| 34092 -              | 2000 PF11                | 1 agosto 2000    | LINEAR                   |
| 34093 -              | 2000 PP11                | 1 agosto 2000    | LINEAR                   |
| 34094 -              | 2000 PV11                | 1 agosto 2000    | LINEAR                   |
| 34095 -              | 2000 PW11                | 1 agosto 2000    | LINEAR                   |
| 34096 -              | 2000 PC12                | 1 agosto 2000    | LINEAR                   |
| 34097 -              | 2000 PD12                | 1 agosto 2000    | LINEAR                   |
| 34098 -              | 2000 PM12                | 2 agosto 2000    | LINEAR                   |
| 34099 -              | 2000 PT12                | 8 agosto 2000    | LINEAR                   |
| 34100 Thapa          | 2000 PQ13                | 1 agosto 2000    | LINEAR                   |

## 34101-34200
| Nome                 | Designazione provvisoria | Data di scoperta | Scopritore            |
| -------------------- | ------------------------ | ---------------- | --------------------- |
| 34101 Hesrivastava   | 2000 PT15                | 1 agosto 2000    | LINEAR                |
| 34102 Shawnzhang     | 2000 PO16                | 1 agosto 2000    | LINEAR                |
| 34103 Suganthkannan  | 2000 PP17                | 1 agosto 2000    | LINEAR                |
| 34104 Jeremiahpate   | 2000 PY19                | 1 agosto 2000    | LINEAR                |
| 34105 -              | 2000 PD20                | 1 agosto 2000    | LINEAR                |
| 34106 Sakhrani       | 2000 PP22                | 2 agosto 2000    | LINEAR                |
| 34107 Kashfiarahman  | 2000 PX22                | 2 agosto 2000    | LINEAR                |
| 34108 -              | 2000 PN23                | 2 agosto 2000    | LINEAR                |
| 34109 -              | 2000 PX23                | 2 agosto 2000    | LINEAR                |
| 34110 -              | 2000 PX24                | 3 agosto 2000    | LINEAR                |
| 34111 -              | 2000 PZ24                | 3 agosto 2000    | LINEAR                |
| 34112 -              | 2000 PC25                | 3 agosto 2000    | LINEAR                |
| 34113 -              | 2000 PL25                | 3 agosto 2000    | Spacewatch            |
| 34114 -              | 2000 PU26                | 5 agosto 2000    | NEAT                  |
| 34115 -              | 2000 PV26                | 5 agosto 2000    | NEAT                  |
| 34116 -              | 2000 PW26                | 5 agosto 2000    | NEAT                  |
| 34117 -              | 2000 PA27                | 9 agosto 2000    | LINEAR                |
| 34118 -              | 2000 PC27                | 9 agosto 2000    | LINEAR                |
| 34119 -              | 2000 PY27                | 9 agosto 2000    | LINEAR                |
| 34120 -              | 2000 PL28                | 4 agosto 2000    | NEAT                  |
| 34121 -              | 2000 PJ29                | 1 agosto 2000    | LINEAR                |
| 34122 -              | 2000 PQ29                | 1 agosto 2000    | LINEAR                |
| 34123 Uedayukika     | 2000 QD                  | 25 agosto 2000   | BATTeRS               |
| 34124 -              | 2000 QS                  | 22 agosto 2000   | K. Korlević, M. Jurić |
| 34125 Biancospino    | 2000 QZ                  | 23 agosto 2000   | S. Sposetti           |
| 34126 Cornaa         | 2000 QA1                 | 23 agosto 2000   | S. Sposetti           |
| 34127 Adamnayak      | 2000 QN2                 | 24 agosto 2000   | LINEAR                |
| 34128 Hannahbrown    | 2000 QO2                 | 24 agosto 2000   | LINEAR                |
| 34129 Madisonsneve   | 2000 QN3                 | 24 agosto 2000   | LINEAR                |
| 34130 Isabellaivy    | 2000 QW3                 | 24 agosto 2000   | LINEAR                |
| 34131 -              | 2000 QY3                 | 24 agosto 2000   | LINEAR                |
| 34132 Theoguerin     | 2000 QX4                 | 24 agosto 2000   | LINEAR                |
| 34133 Charlesfenske  | 2000 QU5                 | 24 agosto 2000   | LINEAR                |
| 34134 Zlokapa        | 2000 QW5                 | 24 agosto 2000   | LINEAR                |
| 34135 Rahulsubra     | 2000 QX5                 | 24 agosto 2000   | LINEAR                |
| 34136 -              | 2000 QF6                 | 24 agosto 2000   | K. Korlević, M. Jurić |
| 34137 Lonnielinda    | 2000 QL6                 | 21 agosto 2000   | C. Wolfe              |
| 34138 Frasso Sabino  | 2000 QE9                 | 25 agosto 2000   | Frasso Sabino         |
| 34139 Lucabarcelo    | 2000 QU10                | 24 agosto 2000   | LINEAR                |
| 34140 -              | 2000 QE11                | 24 agosto 2000   | LINEAR                |
| 34141 Antonwu        | 2000 QZ11                | 24 agosto 2000   | LINEAR                |
| 34142 Sachinkonan    | 2000 QE12                | 24 agosto 2000   | LINEAR                |
| 34143 Heeric         | 2000 QE13                | 24 agosto 2000   | LINEAR                |
| 34144 Alexandersun   | 2000 QX14                | 24 agosto 2000   | LINEAR                |
| 34145 -              | 2000 QV15                | 24 agosto 2000   | LINEAR                |
| 34146 -              | 2000 QH16                | 24 agosto 2000   | LINEAR                |
| 34147 Vengadesan     | 2000 QV16                | 24 agosto 2000   | LINEAR                |
| 34148 Marchuo        | 2000 QX16                | 24 agosto 2000   | LINEAR                |
| 34149 -              | 2000 QL17                | 24 agosto 2000   | LINEAR                |
| 34150 -              | 2000 QK18                | 24 agosto 2000   | LINEAR                |
| 34151 -              | 2000 QH19                | 24 agosto 2000   | LINEAR                |
| 34152 Kendrazhang    | 2000 QW19                | 24 agosto 2000   | LINEAR                |
| 34153 Deeannguo      | 2000 QZ19                | 24 agosto 2000   | LINEAR                |
| 34154 Anushkanair    | 2000 QC20                | 24 agosto 2000   | LINEAR                |
| 34155 -              | 2000 QJ22                | 25 agosto 2000   | LINEAR                |
| 34156 Gopalakrishnan | 2000 QT22                | 25 agosto 2000   | LINEAR                |
| 34157 -              | 2000 QU22                | 25 agosto 2000   | LINEAR                |
| 34158 Rachelchang    | 2000 QB24                | 25 agosto 2000   | LINEAR                |
| 34159 Ryanthorpe     | 2000 QJ24                | 25 agosto 2000   | LINEAR                |
| 34160 -              | 2000 QS26                | 26 agosto 2000   | Kleť                  |
| 34161 Michaellee     | 2000 QC27                | 24 agosto 2000   | LINEAR                |
| 34162 Yegnesh        | 2000 QV27                | 24 agosto 2000   | LINEAR                |
| 34163 Neyveli        | 2000 QY27                | 24 agosto 2000   | LINEAR                |
| 34164 Anikacheerla   | 2000 QQ28                | 24 agosto 2000   | LINEAR                |
| 34165 Nikhilcheerla  | 2000 QW28                | 24 agosto 2000   | LINEAR                |
| 34166 Neildeshmukh   | 2000 QQ30                | 25 agosto 2000   | LINEAR                |
| 34167 -              | 2000 QS30                | 25 agosto 2000   | LINEAR                |
| 34168 -              | 2000 QP31                | 26 agosto 2000   | LINEAR                |
| 34169 -              | 2000 QA33                | 26 agosto 2000   | LINEAR                |
| 34170 -              | 2000 QX33                | 26 agosto 2000   | P. G. Comba           |
| 34171 -              | 2000 QZ34                | 26 agosto 2000   | K. Korlević, M. Jurić |
| 34172 Camillemiles   | 2000 QU37                | 24 agosto 2000   | LINEAR                |
| 34173 -              | 2000 QY37                | 24 agosto 2000   | LINEAR                |
| 34174 -              | 2000 QP38                | 24 agosto 2000   | LINEAR                |
| 34175 Joshuadong     | 2000 QG39                | 24 agosto 2000   | LINEAR                |
| 34176 Balamurugan    | 2000 QT39                | 24 agosto 2000   | LINEAR                |
| 34177 Amandawilson   | 2000 QD40                | 24 agosto 2000   | LINEAR                |
| 34178 Sarahmarie     | 2000 QM41                | 24 agosto 2000   | LINEAR                |
| 34179 Bryanchun      | 2000 QT41                | 24 agosto 2000   | LINEAR                |
| 34180 Jessicayoung   | 2000 QP42                | 24 agosto 2000   | LINEAR                |
| 34181 Patnaik        | 2000 QT42                | 24 agosto 2000   | LINEAR                |
| 34182 Sachan         | 2000 QC44                | 24 agosto 2000   | LINEAR                |
| 34183 Yeshdoctor     | 2000 QG44                | 24 agosto 2000   | LINEAR                |
| 34184 Hegde          | 2000 QZ44                | 24 agosto 2000   | LINEAR                |
| 34185 -              | 2000 QP47                | 24 agosto 2000   | LINEAR                |
| 34186 -              | 2000 QT47                | 24 agosto 2000   | LINEAR                |
| 34187 Tomaino        | 2000 QW47                | 24 agosto 2000   | LINEAR                |
| 34188 Clarawagner    | 2000 QB48                | 24 agosto 2000   | LINEAR                |
| 34189 Ambatipudi     | 2000 QD48                | 24 agosto 2000   | LINEAR                |
| 34190 Erinsmith      | 2000 QA49                | 24 agosto 2000   | LINEAR                |
| 34191 Jakhete        | 2000 QR49                | 24 agosto 2000   | LINEAR                |
| 34192 Sappington     | 2000 QE50                | 24 agosto 2000   | LINEAR                |
| 34193 Annakoonce     | 2000 QT52                | 24 agosto 2000   | LINEAR                |
| 34194 Serenajing     | 2000 QW52                | 24 agosto 2000   | LINEAR                |
| 34195 -              | 2000 QA54                | 25 agosto 2000   | LINEAR                |
| 34196 -              | 2000 QB54                | 25 agosto 2000   | LINEAR                |
| 34197 Susrinivasan   | 2000 QD54                | 25 agosto 2000   | LINEAR                |
| 34198 Oliverleitner  | 2000 QM54                | 25 agosto 2000   | LINEAR                |
| 34199 Amyjin         | 2000 QV54                | 25 agosto 2000   | LINEAR                |
| 34200 Emmasun        | 2000 QW54                | 25 agosto 2000   | LINEAR                |

## 34201-34300
| Nome                 | Designazione provvisoria | Data di scoperta | Scopritore   |
| -------------------- | ------------------------ | ---------------- | ------------ |
| 34201 -              | 2000 QX54                | 25 agosto 2000   | LINEAR       |
| 34202 Sionaprasad    | 2000 QB55                | 25 agosto 2000   | LINEAR       |
| (34203) 2000 QO55    | 2000 QO55                | 25 agosto 2000   | LINEAR       |
| 34204 Quryshi        | 2000 QR55                | 25 agosto 2000   | LINEAR       |
| 34205 Mizerak        | 2000 QR57                | 26 agosto 2000   | LINEAR       |
| 34206 Zhiyuewang     | 2000 QM60                | 26 agosto 2000   | LINEAR       |
| 34207 -              | 2000 QR65                | 28 agosto 2000   | LINEAR       |
| 34208 Danielzhang    | 2000 QR66                | 28 agosto 2000   | LINEAR       |
| 34209 -              | 2000 QP67                | 28 agosto 2000   | LINEAR       |
| 34210 -              | 2000 QV67                | 28 agosto 2000   | LINEAR       |
| 34211 -              | 2000 QE68                | 28 agosto 2000   | LINEAR       |
| 34212 -              | 2000 QZ68                | 28 agosto 2000   | J. Broughton |
| 34213 -              | 2000 QF69                | 26 agosto 2000   | Spacewatch   |
| 34214 -              | 2000 QA72                | 24 agosto 2000   | LINEAR       |
| 34215 Stutigarg      | 2000 QD72                | 24 agosto 2000   | LINEAR       |
| 34216 -              | 2000 QK75                | 24 agosto 2000   | LINEAR       |
| 34217 -              | 2000 QA78                | 24 agosto 2000   | LINEAR       |
| 34218 Padiyath       | 2000 QC78                | 24 agosto 2000   | LINEAR       |
| 34219 Megantang      | 2000 QM80                | 24 agosto 2000   | LINEAR       |
| 34220 Pelagiamajoni  | 2000 QO84                | 25 agosto 2000   | LINEAR       |
| 34221 -              | 2000 QW84                | 25 agosto 2000   | LINEAR       |
| 34222 -              | 2000 QS85                | 25 agosto 2000   | LINEAR       |
| 34223 -              | 2000 QD87                | 25 agosto 2000   | LINEAR       |
| 34224 Maggiechen     | 2000 QG87                | 25 agosto 2000   | LINEAR       |
| 34225 Fridberg       | 2000 QT87                | 25 agosto 2000   | LINEAR       |
| 34226 -              | 2000 QM88                | 25 agosto 2000   | LINEAR       |
| 34227 Daveyhuang     | 2000 QX89                | 25 agosto 2000   | LINEAR       |
| 34228 -              | 2000 QF90                | 25 agosto 2000   | LINEAR       |
| 34229 -              | 2000 QE92                | 25 agosto 2000   | LINEAR       |
| 34230 -              | 2000 QF93                | 25 agosto 2000   | LINEAR       |
| 34231 Isanisingh     | 2000 QL93                | 26 agosto 2000   | LINEAR       |
| 34232 -              | 2000 QL94                | 26 agosto 2000   | LINEAR       |
| 34233 Caldwell       | 2000 QD95                | 26 agosto 2000   | LINEAR       |
| 34234 Andrewfang     | 2000 QS95                | 26 agosto 2000   | LINEAR       |
| 34235 Ellafeiner     | 2000 QZ95                | 28 agosto 2000   | LINEAR       |
| 34236 Firester       | 2000 QJ96                | 28 agosto 2000   | LINEAR       |
| 34237 Sarahgao       | 2000 QO96                | 28 agosto 2000   | LINEAR       |
| 34238 -              | 2000 QU96                | 28 agosto 2000   | LINEAR       |
| 34239 Louisgolowich  | 2000 QX96                | 28 agosto 2000   | LINEAR       |
| 34240 Charleyhutch   | 2000 QP98                | 28 agosto 2000   | LINEAR       |
| 34241 Skylerjones    | 2000 QZ98                | 28 agosto 2000   | LINEAR       |
| 34242 -              | 2000 QD100               | 28 agosto 2000   | LINEAR       |
| 34243 -              | 2000 QR100               | 28 agosto 2000   | LINEAR       |
| 34244 -              | 2000 QF101               | 28 agosto 2000   | LINEAR       |
| 34245 Andrewkomo     | 2000 QG101               | 28 agosto 2000   | LINEAR       |
| 34246 Kopparapu      | 2000 QO102               | 28 agosto 2000   | LINEAR       |
| 34247 -              | 2000 QC103               | 28 agosto 2000   | LINEAR       |
| 34248 -              | 2000 QE104               | 28 agosto 2000   | LINEAR       |
| 34249 Leolo          | 2000 QY108               | 29 agosto 2000   | LINEAR       |
| 34250 Mamichael      | 2000 QA112               | 24 agosto 2000   | LINEAR       |
| 34251 Rohanmehrotra  | 2000 QR112               | 24 agosto 2000   | LINEAR       |
| 34252 Orlovsky       | 2000 QE113               | 24 agosto 2000   | LINEAR       |
| 34253 Nitya          | 2000 QH114               | 24 agosto 2000   | LINEAR       |
| 34254 Mihirpatel     | 2000 QN114               | 24 agosto 2000   | LINEAR       |
| 34255 -              | 2000 QR115               | 25 agosto 2000   | LINEAR       |
| 34256 Advaitpatil    | 2000 QK116               | 28 agosto 2000   | LINEAR       |
| 34257 -              | 2000 QU116               | 28 agosto 2000   | LINEAR       |
| 34258 Pentland       | 2000 QO119               | 25 agosto 2000   | LINEAR       |
| 34259 Abprabhakaran  | 2000 QS119               | 25 agosto 2000   | LINEAR       |
| 34260 -              | 2000 QG120               | 25 agosto 2000   | LINEAR       |
| 34261 Musharahman    | 2000 QK120               | 25 agosto 2000   | LINEAR       |
| 34262 Michaelren     | 2000 QP120               | 25 agosto 2000   | LINEAR       |
| 34263 -              | 2000 QV121               | 25 agosto 2000   | LINEAR       |
| 34264 Sadhuka        | 2000 QN124               | 28 agosto 2000   | LINEAR       |
| 34265 -              | 2000 QC125               | 29 agosto 2000   | LINEAR       |
| 34266 Schweinfurth   | 2000 QF125               | 31 agosto 2000   | LINEAR       |
| 34267 Haniya         | 2000 QC126               | 31 agosto 2000   | LINEAR       |
| 34268 Gracetian      | 2000 QP128               | 25 agosto 2000   | LINEAR       |
| 34269 -              | 2000 QV130               | 24 agosto 2000   | LINEAR       |
| 34270 -              | 2000 QW131               | 25 agosto 2000   | LINEAR       |
| 34271 Vinjaivale     | 2000 QH132               | 26 agosto 2000   | LINEAR       |
| 34272 Veeramacheneni | 2000 QQ132               | 26 agosto 2000   | LINEAR       |
| 34273 Franklynwang   | 2000 QS134               | 26 agosto 2000   | LINEAR       |
| 34274 -              | 2000 QM135               | 26 agosto 2000   | LINEAR       |
| 34275 -              | 2000 QE136               | 28 agosto 2000   | LINEAR       |
| 34276 -              | 2000 QW136               | 29 agosto 2000   | LINEAR       |
| 34277 Davidxingwu    | 2000 QH138               | 31 agosto 2000   | LINEAR       |
| 34278 Justinxie      | 2000 QE139               | 31 agosto 2000   | LINEAR       |
| 34279 Alicezhang     | 2000 QJ139               | 31 agosto 2000   | LINEAR       |
| 34280 Victoradler    | 2000 QP140               | 31 agosto 2000   | LINEAR       |
| 34281 Albritton      | 2000 QR141               | 31 agosto 2000   | LINEAR       |
| 34282 Applegate      | 2000 QX142               | 31 agosto 2000   | LINEAR       |
| 34283 Bagley         | 2000 QM146               | 31 agosto 2000   | LINEAR       |
| 34284 Seancampbell   | 2000 QR146               | 31 agosto 2000   | LINEAR       |
| 34285 Dorothydady    | 2000 QA147               | 31 agosto 2000   | LINEAR       |
| 34286 -              | 2000 QF147               | 31 agosto 2000   | LINEAR       |
| 34287 -              | 2000 QG147               | 31 agosto 2000   | LINEAR       |
| 34288 Bevindaglen    | 2000 QU149               | 25 agosto 2000   | LINEAR       |
| 34289 Johndell       | 2000 QC150               | 25 agosto 2000   | LINEAR       |
| 34290 -              | 2000 QQ150               | 25 agosto 2000   | LINEAR       |
| 34291 -              | 2000 QS150               | 25 agosto 2000   | LINEAR       |
| 34292 -              | 2000 QK151               | 25 agosto 2000   | LINEAR       |
| 34293 Khiemdoba      | 2000 QJ152               | 29 agosto 2000   | LINEAR       |
| 34294 Taylordufford  | 2000 QM152               | 29 agosto 2000   | LINEAR       |
| 34295 -              | 2000 QN152               | 29 agosto 2000   | LINEAR       |
| 34296 -              | 2000 QT153               | 29 agosto 2000   | LINEAR       |
| 34297 Willfrazer     | 2000 QH156               | 31 agosto 2000   | LINEAR       |
| 34298 -              | 2000 QH159               | 31 agosto 2000   | LINEAR       |
| 34299 -              | 2000 QF162               | 31 agosto 2000   | LINEAR       |
| 34300 Brendafrost    | 2000 QV166               | 31 agosto 2000   | LINEAR       |

## 34301-34400
| Nome                  | Designazione provvisoria | Data di scoperta | Scopritore   |
| --------------------- | ------------------------ | ---------------- | ------------ |
| 34301 -               | 2000 QO171               | 31 agosto 2000   | LINEAR       |
| 34302 Riagalanos      | 2000 QU172               | 31 agosto 2000   | LINEAR       |
| 34303 -               | 2000 QN173               | 31 agosto 2000   | LINEAR       |
| 34304 Alainagarza     | 2000 QB178               | 31 agosto 2000   | LINEAR       |
| 34305 -               | 2000 QN179               | 31 agosto 2000   | LINEAR       |
| 34306 -               | 2000 QP183               | 25 agosto 2000   | LINEAR       |
| 34307 Arielhaas       | 2000 QT183               | 26 agosto 2000   | LINEAR       |
| 34308 Roberthall      | 2000 QC185               | 26 agosto 2000   | LINEAR       |
| 34309 -               | 2000 QY186               | 26 agosto 2000   | LINEAR       |
| 34310 Markhannum      | 2000 QA187               | 26 agosto 2000   | LINEAR       |
| 34311 -               | 2000 QE188               | 26 agosto 2000   | LINEAR       |
| 34312 Deahaupt        | 2000 QO188               | 26 agosto 2000   | LINEAR       |
| 34313 Lisahevner      | 2000 QQ188               | 26 agosto 2000   | LINEAR       |
| 34314 Jasonlee        | 2000 QN189               | 26 agosto 2000   | LINEAR       |
| 34315 -               | 2000 QJ190               | 26 agosto 2000   | LINEAR       |
| 34316 Christineleo    | 2000 QS190               | 26 agosto 2000   | LINEAR       |
| 34317 Fabianmak       | 2000 QH191               | 26 agosto 2000   | LINEAR       |
| 34318 -               | 2000 QV192               | 26 agosto 2000   | LINEAR       |
| 34319 Neilmilburn     | 2000 QD193               | 29 agosto 2000   | LINEAR       |
| 34320 Davidmonge      | 2000 QU195               | 26 agosto 2000   | LINEAR       |
| 34321 Russellmotter   | 2000 QY195               | 28 agosto 2000   | LINEAR       |
| 34322 Marknandor      | 2000 QW196               | 29 agosto 2000   | LINEAR       |
| 34323 Williamrose     | 2000 QN198               | 29 agosto 2000   | LINEAR       |
| 34324 Jeremyschwartz  | 2000 QB199               | 29 agosto 2000   | LINEAR       |
| 34325 Terrencevale    | 2000 QN201               | 29 agosto 2000   | LINEAR       |
| 34326 Zhaurova        | 2000 QF202               | 29 agosto 2000   | LINEAR       |
| 34327 -               | 2000 QS203               | 29 agosto 2000   | LINEAR       |
| 34328 Jackalbright    | 2000 QR204               | 31 agosto 2000   | LINEAR       |
| 34329 Sribhimaraju    | 2000 QO206               | 31 agosto 2000   | LINEAR       |
| 34330 Bissoondial     | 2000 QB209               | 31 agosto 2000   | LINEAR       |
| 34331 Annadu          | 2000 QH209               | 31 agosto 2000   | LINEAR       |
| 34332 Alicefeng       | 2000 QU209               | 31 agosto 2000   | LINEAR       |
| 34333 Roycorgross     | 2000 QG211               | 31 agosto 2000   | LINEAR       |
| 34334 Georgiagrace    | 2000 QG212               | 31 agosto 2000   | LINEAR       |
| 34335 Ahmadismail     | 2000 QR214               | 31 agosto 2000   | LINEAR       |
| 34336 Willjenkins     | 2000 QT214               | 31 agosto 2000   | LINEAR       |
| 34337 Mihirjoshi      | 2000 QR215               | 31 agosto 2000   | LINEAR       |
| 34338 Shreyaskar      | 2000 QM216               | 31 agosto 2000   | LINEAR       |
| 34339 -               | 2000 QH218               | 28 agosto 2000   | LINEAR       |
| 34340 -               | 2000 QN224               | 26 agosto 2000   | Spacewatch   |
| 34341 -               | 2000 QW224               | 26 agosto 2000   | NEAT         |
| 34342 Asmikumar       | 2000 QK227               | 31 agosto 2000   | LINEAR       |
| 34343 Kumaran         | 2000 QU227               | 31 agosto 2000   | LINEAR       |
| 34344 -               | 2000 QP229               | 31 agosto 2000   | LINEAR       |
| 34345 Gabriellalui    | 2000 RY                  | 1 settembre 2000 | LINEAR       |
| 34346 Varunmadan      | 2000 RJ1                 | 1 settembre 2000 | LINEAR       |
| 34347 -               | 2000 RN1                 | 1 settembre 2000 | LINEAR       |
| 34348 -               | 2000 RF3                 | 1 settembre 2000 | LINEAR       |
| 34349 -               | 2000 RQ7                 | 1 settembre 2000 | LINEAR       |
| 34350 -               | 2000 RW7                 | 1 settembre 2000 | LINEAR       |
| 34351 Decatur         | 2000 RZ8                 | 3 settembre 2000 | L. Ball      |
| 34352 -               | 2000 RJ13                | 1 settembre 2000 | LINEAR       |
| 34353 -               | 2000 RX17                | 1 settembre 2000 | LINEAR       |
| 34354 Johnmadland     | 2000 RL18                | 1 settembre 2000 | LINEAR       |
| 34355 Mefford         | 2000 RB20                | 1 settembre 2000 | LINEAR       |
| 34356 Gahamuriel      | 2000 RR20                | 1 settembre 2000 | LINEAR       |
| 34357 Amaraorth       | 2000 RO21                | 1 settembre 2000 | LINEAR       |
| 34358 -               | 2000 RV22                | 1 settembre 2000 | LINEAR       |
| 34359 -               | 2000 RN26                | 1 settembre 2000 | LINEAR       |
| 34360 -               | 2000 RS28                | 1 settembre 2000 | LINEAR       |
| 34361 -               | 2000 RT28                | 1 settembre 2000 | LINEAR       |
| 34362 -               | 2000 RK30                | 1 settembre 2000 | LINEAR       |
| 34363 Prawira         | 2000 RT30                | 1 settembre 2000 | LINEAR       |
| 34364 Katequinn       | 2000 RZ30                | 1 settembre 2000 | LINEAR       |
| 34365 Laurareilly     | 2000 RS34                | 1 settembre 2000 | LINEAR       |
| 34366 Rosavestal      | 2000 RP36                | 4 settembre 2000 | B. D. Warner |
| 34367 Kennedyrogers   | 2000 RQ40                | 3 settembre 2000 | LINEAR       |
| 34368 -               | 2000 RA41                | 3 settembre 2000 | LINEAR       |
| 34369 -               | 2000 RA42                | 3 settembre 2000 | LINEAR       |
| 34370 -               | 2000 RY42                | 3 settembre 2000 | LINEAR       |
| 34371 -               | 2000 RC43                | 3 settembre 2000 | LINEAR       |
| 34372 Bentleysiems    | 2000 RS44                | 3 settembre 2000 | LINEAR       |
| 34373 -               | 2000 RT44                | 3 settembre 2000 | LINEAR       |
| 34374 -               | 2000 RP48                | 3 settembre 2000 | LINEAR       |
| 34375 -               | 2000 RP49                | 5 settembre 2000 | LINEAR       |
| 34376 -               | 2000 RO54                | 3 settembre 2000 | LINEAR       |
| 34377 -               | 2000 RQ54                | 3 settembre 2000 | LINEAR       |
| 34378 -               | 2000 RV54                | 3 settembre 2000 | LINEAR       |
| 34379 Slettnes        | 2000 RU55                | 5 settembre 2000 | LINEAR       |
| 34380 Pratikvangal    | 2000 RV55                | 5 settembre 2000 | LINEAR       |
| 34381 -               | 2000 RW55                | 5 settembre 2000 | LINEAR       |
| 34382 -               | 2000 RG56                | 6 settembre 2000 | LINEAR       |
| 34383 -               | 2000 RH56                | 6 settembre 2000 | LINEAR       |
| 34384 -               | 2000 RW61                | 1 settembre 2000 | LINEAR       |
| 34385 -               | 2000 RE62                | 1 settembre 2000 | LINEAR       |
| 34386 -               | 2000 RP62                | 1 settembre 2000 | LINEAR       |
| 34387 Venkatesh       | 2000 RX62                | 2 settembre 2000 | LINEAR       |
| 34388 Wylonis         | 2000 RE63                | 2 settembre 2000 | LINEAR       |
| 34389 -               | 2000 RJ65                | 1 settembre 2000 | LINEAR       |
| 34390 -               | 2000 RJ66                | 1 settembre 2000 | LINEAR       |
| 34391 Garyzhan        | 2000 RX67                | 2 settembre 2000 | LINEAR       |
| 34392 Afroz           | 2000 RT68                | 2 settembre 2000 | LINEAR       |
| 34393 Cindyallen      | 2000 RL69                | 2 settembre 2000 | LINEAR       |
| 34394 -               | 2000 RC70                | 2 settembre 2000 | LINEAR       |
| 34395 -               | 2000 RS73                | 2 settembre 2000 | LINEAR       |
| 34396 -               | 2000 RT74                | 3 settembre 2000 | LINEAR       |
| 34397 Rosaliebarber   | 2000 RJ76                | 4 settembre 2000 | LINEAR       |
| 34398 Terryschmidt    | 2000 RK78                | 9 settembre 2000 | B. D. Warner |
| 34399 Hachiojihigashi | 2000 RD79                | 7 settembre 2000 | BATTeRS      |
| 34400 Kimbaxter       | 2000 RC81                | 1 settembre 2000 | LINEAR       |

## 34401-34500
| Nome                 | Designazione provvisoria | Data di scoperta  | Scopritore           |
| -------------------- | ------------------------ | ----------------- | -------------------- |
| 34401 Kaibeecher     | 2000 RS83                | 1 settembre 2000  | LINEAR               |
| 34402 Seamusanderson | 2000 RW84                | 2 settembre 2000  | LONEOS               |
| 34403 Sessin         | 2000 RP85                | 2 settembre 2000  | LONEOS               |
| 34404 Jaybuddi       | 2000 RZ85                | 2 settembre 2000  | LINEAR               |
| 34405 Caitlinshearer | 2000 RU86                | 2 settembre 2000  | LONEOS               |
| 34406 Kristenconn    | 2000 RD92                | 3 settembre 2000  | LINEAR               |
| 34407 -              | 2000 RD93                | 3 settembre 2000  | LINEAR               |
| 34408 Simonanghel    | 2000 RX94                | 4 settembre 2000  | LONEOS               |
| 34409 Venturini      | 2000 RB95                | 4 settembre 2000  | LONEOS               |
| 34410 -              | 2000 RT95                | 4 settembre 2000  | LONEOS               |
| 34411 -              | 2000 RR96                | 4 settembre 2000  | LONEOS               |
| 34412 Tamicruz       | 2000 RG100               | 5 settembre 2000  | LINEAR               |
| 34413 -              | 2000 RS101               | 5 settembre 2000  | LONEOS               |
| 34414 MacLennan      | 2000 RQ103               | 5 settembre 2000  | LONEOS               |
| 34415 Racheldragos   | 2000 RV103               | 6 settembre 2000  | LINEAR               |
| 34416 -              | 2000 RV104               | 6 settembre 2000  | LINEAR               |
| 34417 -              | 2000 RE105               | 7 settembre 2000  | LINEAR               |
| 34418 Juliegodfrey   | 2000 SO3                 | 20 settembre 2000 | LINEAR               |
| 34419 Corning        | 2000 SA7                 | 20 settembre 2000 | A. J. Cecce          |
| 34420 Peterpau       | 2000 SC7                 | 23 settembre 2000 | W. K. Y. Yeung       |
| 34421 -              | 2000 SA12                | 20 settembre 2000 | LINEAR               |
| 34422 -              | 2000 SX14                | 23 settembre 2000 | LINEAR               |
| 34423 -              | 2000 SF20                | 23 settembre 2000 | LINEAR               |
| 34424 Utashima       | 2000 SA21                | 24 settembre 2000 | BATTeRS              |
| 34425 -              | 2000 SP22                | 20 settembre 2000 | NEAT                 |
| 34426 -              | 2000 SS22                | 20 settembre 2000 | NEAT                 |
| 34427 -              | 2000 SN23                | 26 settembre 2000 | K. Korlević          |
| 34428 -              | 2000 SA27                | 23 settembre 2000 | LINEAR               |
| 34429 -              | 2000 SC27                | 23 settembre 2000 | LINEAR               |
| 34430 -              | 2000 SJ29                | 24 settembre 2000 | LINEAR               |
| 34431 -              | 2000 SZ33                | 24 settembre 2000 | LINEAR               |
| 34432 Groebe         | 2000 SF36                | 24 settembre 2000 | LINEAR               |
| 34433 Kavars         | 2000 SE37                | 24 settembre 2000 | LINEAR               |
| 34434 -              | 2000 SE39                | 24 settembre 2000 | LINEAR               |
| 34435 -              | 2000 SR39                | 24 settembre 2000 | LINEAR               |
| 34436 -              | 2000 SE40                | 24 settembre 2000 | LINEAR               |
| 34437 -              | 2000 SF43                | 26 settembre 2000 | Črni Vrh             |
| 34438 -              | 2000 SV44                | 26 settembre 2000 | Y. Shimizu, T. Urata |
| 34439 -              | 2000 SG45                | 21 settembre 2000 | LINEAR               |
| 34440 -              | 2000 SV46                | 23 settembre 2000 | LINEAR               |
| 34441 Thomaslee      | 2000 SZ60                | 24 settembre 2000 | LINEAR               |
| 34442 -              | 2000 SS64                | 24 settembre 2000 | LINEAR               |
| 34443 Markmadland    | 2000 ST70                | 24 settembre 2000 | LINEAR               |
| 34444 Kellmcallister | 2000 SW73                | 24 settembre 2000 | LINEAR               |
| 34445 -              | 2000 SX73                | 24 settembre 2000 | LINEAR               |
| 34446 Karenmccoy     | 2000 SN74                | 24 settembre 2000 | LINEAR               |
| 34447 Mesidor        | 2000 SU74                | 24 settembre 2000 | LINEAR               |
| 34448 -              | 2000 SC78                | 24 settembre 2000 | LINEAR               |
| 34449 -              | 2000 SJ79                | 24 settembre 2000 | LINEAR               |
| 34450 Zashamickey    | 2000 SZ80                | 24 settembre 2000 | LINEAR               |
| 34451 Rebohearn      | 2000 SY82                | 24 settembre 2000 | LINEAR               |
| 34452 Jenniparker    | 2000 SS83                | 24 settembre 2000 | LINEAR               |
| 34453 Elisapeters    | 2000 SG84                | 24 settembre 2000 | LINEAR               |
| 34454 -              | 2000 SB86                | 24 settembre 2000 | LINEAR               |
| 34455 -              | 2000 SW87                | 24 settembre 2000 | LINEAR               |
| 34456 Lydiareznik    | 2000 SG88                | 24 settembre 2000 | LINEAR               |
| 34457 Leahroberts    | 2000 SW88                | 24 settembre 2000 | LINEAR               |
| 34458 -              | 2000 ST90                | 22 settembre 2000 | LINEAR               |
| 34459 -              | 2000 SC91                | 22 settembre 2000 | LINEAR               |
| 34460 -              | 2000 SV91                | 23 settembre 2000 | LINEAR               |
| 34461 -              | 2000 SC95                | 23 settembre 2000 | LINEAR               |
| 34462 Stoffregen     | 2000 SD95                | 23 settembre 2000 | LINEAR               |
| 34463 -              | 2000 SB101               | 23 settembre 2000 | LINEAR               |
| 34464 -              | 2000 SC101               | 23 settembre 2000 | LINEAR               |
| 34465 Swaminathan    | 2000 SD102               | 24 settembre 2000 | LINEAR               |
| 34466 Ognicholls     | 2000 SN105               | 24 settembre 2000 | LINEAR               |
| 34467 Raphotter      | 2000 SC108               | 24 settembre 2000 | LINEAR               |
| 34468 -              | 2000 SS109               | 30 settembre 2000 | LINEAR               |
| 34469 Danishmahmood  | 2000 SM110               | 24 settembre 2000 | LINEAR               |
| 34470 Chouruihua     | 2000 SV113               | 24 settembre 2000 | LINEAR               |
| 34471 Fanyueyang     | 2000 SE115               | 24 settembre 2000 | LINEAR               |
| 34472 Guxieran       | 2000 ST115               | 24 settembre 2000 | LINEAR               |
| 34473 Linkairui      | 2000 SC116               | 24 settembre 2000 | LINEAR               |
| 34474 Zhangjingru    | 2000 SJ116               | 24 settembre 2000 | LINEAR               |
| 34475 Zhangyuhui     | 2000 SC118               | 24 settembre 2000 | LINEAR               |
| 34476 -              | 2000 SX118               | 24 settembre 2000 | LINEAR               |
| 34477 Muntz          | 2000 SJ120               | 24 settembre 2000 | LINEAR               |
| 34478 Jonasboukamp   | 2000 SR120               | 24 settembre 2000 | LINEAR               |
| 34479 Dunschen       | 2000 ST120               | 24 settembre 2000 | LINEAR               |
| 34480 -              | 2000 SW121               | 24 settembre 2000 | LINEAR               |
| 34481 -              | 2000 SF122               | 24 settembre 2000 | LINEAR               |
| 34482 Jessikirchner  | 2000 SX122               | 24 settembre 2000 | LINEAR               |
| 34483 -              | 2000 SW123               | 24 settembre 2000 | LINEAR               |
| 34484 Kubetzko       | 2000 SR124               | 24 settembre 2000 | LINEAR               |
| 34485 Nullmeier      | 2000 SF128               | 24 settembre 2000 | LINEAR               |
| 34486 -              | 2000 ST131               | 22 settembre 2000 | LINEAR               |
| 34487 -              | 2000 SE133               | 23 settembre 2000 | LINEAR               |
| 34488 Lennartresch   | 2000 SO135               | 23 settembre 2000 | LINEAR               |
| 34489 -              | 2000 SE136               | 23 settembre 2000 | LINEAR               |
| 34490 Danielkang     | 2000 SO137               | 23 settembre 2000 | LINEAR               |
| 34491 Mohammedsuhail | 2000 SB138               | 23 settembre 2000 | LINEAR               |
| 34492 Swasthikpadma  | 2000 SP139               | 23 settembre 2000 | LINEAR               |
| 34493 -              | 2000 SR139               | 23 settembre 2000 | LINEAR               |
| 34494 Shikarpur      | 2000 SE144               | 24 settembre 2000 | LINEAR               |
| 34495 -              | 2000 SX146               | 24 settembre 2000 | LINEAR               |
| 34496 Viswanath      | 2000 SF147               | 24 settembre 2000 | LINEAR               |
| 34497 Fionnferreira  | 2000 SJ147               | 24 settembre 2000 | LINEAR               |
| 34498 Aaronhannon    | 2000 SF149               | 24 settembre 2000 | LINEAR               |
| 34499 Yusukesakai    | 2000 SL150               | 24 settembre 2000 | LINEAR               |
| 34500 -              | 2000 SW154               | 24 settembre 2000 | LINEAR               |

## 34501-34600
| Nome                  | Designazione provvisoria | Data di scoperta  | Scopritore  |
| --------------------- | ------------------------ | ----------------- | ----------- |
| 34501 -               | 2000 SC155               | 24 settembre 2000 | LINEAR      |
| 34502 -               | 2000 SE157               | 26 settembre 2000 | LINEAR      |
| 34503 Tsuchida        | 2000 SJ157               | 26 settembre 2000 | LINEAR      |
| 34504 Tsuzuku         | 2000 SJ158               | 27 settembre 2000 | LINEAR      |
| 34505 -               | 2000 SR160               | 27 settembre 2000 | LINEAR      |
| 34506 -               | 2000 SO172               | 27 settembre 2000 | LINEAR      |
| 34507 -               | 2000 SE174               | 28 settembre 2000 | LINEAR      |
| 34508 -               | 2000 SU174               | 28 settembre 2000 | LINEAR      |
| 34509 Kuwehan         | 2000 SH175               | 28 settembre 2000 | LINEAR      |
| 34510 -               | 2000 SJ175               | 28 settembre 2000 | LINEAR      |
| 34511 Aleenasaji      | 2000 SK175               | 28 settembre 2000 | LINEAR      |
| 34512 -               | 2000 SE178               | 28 settembre 2000 | LINEAR      |
| 34513 -               | 2000 SQ178               | 28 settembre 2000 | LINEAR      |
| 34514 -               | 2000 SQ180               | 28 settembre 2000 | LINEAR      |
| 34515 -               | 2000 SD182               | 20 settembre 2000 | LINEAR      |
| 34516 -               | 2000 SF182               | 20 settembre 2000 | LINEAR      |
| 34517 -               | 2000 SC185               | 20 settembre 2000 | NEAT        |
| 34518 -               | 2000 SD185               | 20 settembre 2000 | NEAT        |
| 34519 -               | 2000 SJ186               | 21 settembre 2000 | Spacewatch  |
| 34520 -               | 2000 SC187               | 21 settembre 2000 | NEAT        |
| 34521 -               | 2000 SA191               | 24 settembre 2000 | LINEAR      |
| 34522 Cadores         | 2000 SH192               | 24 settembre 2000 | LINEAR      |
| 34523 Manzanero       | 2000 SU194               | 24 settembre 2000 | LINEAR      |
| 34524 Eugenerivera    | 2000 SZ195               | 24 settembre 2000 | LINEAR      |
| 34525 Paszkowski      | 2000 SQ205               | 24 settembre 2000 | LINEAR      |
| 34526 -               | 2000 SY205               | 24 settembre 2000 | LINEAR      |
| 34527 Fransanmartins  | 2000 SQ208               | 25 settembre 2000 | LINEAR      |
| 34528 -               | 2000 SW211               | 25 settembre 2000 | LINEAR      |
| 34529 -               | 2000 SD212               | 25 settembre 2000 | LINEAR      |
| 34530 -               | 2000 ST212               | 25 settembre 2000 | LINEAR      |
| 34531 -               | 2000 SY212               | 25 settembre 2000 | LINEAR      |
| 34532 -               | 2000 SO213               | 25 settembre 2000 | LINEAR      |
| 34533 -               | 2000 SS213               | 25 settembre 2000 | LINEAR      |
| 34534 Nogueira        | 2000 SL216               | 26 settembre 2000 | LINEAR      |
| 34535 -               | 2000 SR220               | 26 settembre 2000 | LINEAR      |
| 34536 -               | 2000 SJ221               | 26 settembre 2000 | LINEAR      |
| 34537 -               | 2000 SW221               | 26 settembre 2000 | LINEAR      |
| 34538 -               | 2000 SA222               | 26 settembre 2000 | LINEAR      |
| 34539 Gabrielsilva    | 2000 SL223               | 27 settembre 2000 | LINEAR      |
| 34540 -               | 2000 SW225               | 27 settembre 2000 | LINEAR      |
| 34541 Gustavosanreyes | 2000 SB228               | 28 settembre 2000 | LINEAR      |
| 34542 -               | 2000 SC228               | 28 settembre 2000 | LINEAR      |
| 34543 Davidbriggs     | 2000 SM229               | 28 settembre 2000 | LINEAR      |
| 34544 Omarsanreyes    | 2000 SP233               | 21 settembre 2000 | LINEAR      |
| 34545 Chirita         | 2000 SB234               | 21 settembre 2000 | LINEAR      |
| 34546 -               | 2000 SG234               | 21 settembre 2000 | LINEAR      |
| 34547 -               | 2000 SH234               | 21 settembre 2000 | LINEAR      |
| 34548 -               | 2000 SY237               | 25 settembre 2000 | LINEAR      |
| 34549 -               | 2000 SA238               | 25 settembre 2000 | LINEAR      |
| 34550 -               | 2000 SU238               | 26 settembre 2000 | LINEAR      |
| 34551 Andrianova      | 2000 SJ242               | 24 settembre 2000 | LINEAR      |
| 34552 Belousova       | 2000 SV242               | 24 settembre 2000 | LINEAR      |
| 34553 -               | 2000 SV246               | 24 settembre 2000 | LINEAR      |
| 34554 -               | 2000 ST251               | 24 settembre 2000 | LINEAR      |
| 34555 Yuliamaslova    | 2000 SE262               | 25 settembre 2000 | LINEAR      |
| 34556 -               | 2000 SX265               | 26 settembre 2000 | LINEAR      |
| 34557 -               | 2000 SE270               | 27 settembre 2000 | LINEAR      |
| 34558 Annasavelyeva   | 2000 SM270               | 27 settembre 2000 | LINEAR      |
| 34559 Aldossary       | 2000 SN272               | 28 settembre 2000 | LINEAR      |
| 34560 -               | 2000 SF280               | 28 settembre 2000 | LINEAR      |
| 34561 -               | 2000 SQ285               | 23 settembre 2000 | LINEAR      |
| 34562 -               | 2000 SW287               | 26 settembre 2000 | LINEAR      |
| 34563 -               | 2000 SS290               | 27 settembre 2000 | LINEAR      |
| 34564 -               | 2000 SN292               | 27 settembre 2000 | LINEAR      |
| 34565 -               | 2000 SY292               | 27 settembre 2000 | LINEAR      |
| 34566 -               | 2000 SE294               | 27 settembre 2000 | LINEAR      |
| 34567 Weidekoo        | 2000 SR297               | 28 settembre 2000 | LINEAR      |
| 34568 -               | 2000 SP305               | 30 settembre 2000 | LINEAR      |
| 34569 Bryanlim        | 2000 ST306               | 30 settembre 2000 | LINEAR      |
| 34570 Shawnlim        | 2000 SZ307               | 30 settembre 2000 | LINEAR      |
| 34571 Dominicyap      | 2000 SA308               | 30 settembre 2000 | LINEAR      |
| 34572 -               | 2000 SY310               | 26 settembre 2000 | LINEAR      |
| 34573 -               | 2000 SG316               | 30 settembre 2000 | LINEAR      |
| 34574 -               | 2000 SW319               | 27 settembre 2000 | LINEAR      |
| 34575 -               | 2000 SH327               | 29 settembre 2000 | NEAT        |
| 34576 Leeshangjung    | 2000 SA329               | 27 settembre 2000 | LINEAR      |
| 34577 -               | 2000 SP336               | 26 settembre 2000 | NEAT        |
| 34578 -               | 2000 SL338               | 25 settembre 2000 | NEAT        |
| 34579 -               | 2000 SR339               | 25 settembre 2000 | Spacewatch  |
| 34580 Yenpohsun       | 2000 SA343               | 24 settembre 2000 | LINEAR      |
| 34581 -               | 2000 SC348               | 20 settembre 2000 | LINEAR      |
| 34582 -               | 2000 SH348               | 20 settembre 2000 | LINEAR      |
| 34583 Dmitriivavilov  | 2000 SN351               | 29 settembre 2000 | LONEOS      |
| 34584 Martintowner    | 2000 SX351               | 29 settembre 2000 | LONEOS      |
| 34585 Torrano         | 2000 SJ352               | 30 settembre 2000 | LONEOS      |
| 34586 Filipemonteiro  | 2000 SK352               | 30 settembre 2000 | LONEOS      |
| 34587 Vieiraneto      | 2000 SA357               | 28 settembre 2000 | LONEOS      |
| 34588 -               | 2000 TL                  | 2 ottobre 2000    | C. W. Juels |
| 34589 Sarahadamo      | 2000 TO2                 | 1 ottobre 2000    | LINEAR      |
| 34590 -               | 2000 TS2                 | 1 ottobre 2000    | LINEAR      |
| 34591 Saadhahmed      | 2000 TB15                | 1 ottobre 2000    | LINEAR      |
| 34592 Amirtharaj      | 2000 TM17                | 1 ottobre 2000    | LINEAR      |
| 34593 -               | 2000 TD19                | 1 ottobre 2000    | LINEAR      |
| 34594 Rohanarora      | 2000 TP24                | 2 ottobre 2000    | LINEAR      |
| 34595 -               | 2000 TR29                | 4 ottobre 2000    | LINEAR      |
| 34596 -               | 2000 TB34                | 4 ottobre 2000    | W. Bickel   |
| 34597 Sondy           | 2000 TO36                | 6 ottobre 2000    | LONEOS      |
| 34598 -               | 2000 TC38                | 1 ottobre 2000    | LINEAR      |
| 34599 Burzinbalsara   | 2000 TV39                | 1 ottobre 2000    | LINEAR      |
| 34600 -               | 2000 TY39                | 1 ottobre 2000    | LINEAR      |

## 34601-34700
| Nome                   | Designazione provvisoria | Data di scoperta | Scopritore                   |
| ---------------------- | ------------------------ | ---------------- | ---------------------------- |
| 34601 -                | 2000 TR51                | 1 ottobre 2000   | LINEAR                       |
| 34602 -                | 2000 TO57                | 2 ottobre 2000   | LONEOS                       |
| 34603 -                | 2000 TS60                | 2 ottobre 2000   | LONEOS                       |
| 34604 Vilhena          | 2000 TW60                | 2 ottobre 2000   | LONEOS                       |
| 34605 -                | 2000 US                  | 21 ottobre 2000  | K. Korlević                  |
| 34606 -                | 2000 UT                  | 21 ottobre 2000  | K. Korlević                  |
| 34607 -                | 2000 UD3                 | 24 ottobre 2000  | Črni Vrh                     |
| 34608 -                | 2000 UW7                 | 24 ottobre 2000  | LINEAR                       |
| 34609 -                | 2000 UK8                 | 24 ottobre 2000  | LINEAR                       |
| 34610 -                | 2000 UV9                 | 24 ottobre 2000  | LINEAR                       |
| 34611 Nacogdoches      | 2000 UF11                | 25 ottobre 2000  | W. D. Bruton, R. M. Williams |
| 34612 -                | 2000 UN13                | 23 ottobre 2000  | K. Korlević                  |
| 34613 -                | 2000 UR13                | 27 ottobre 2000  | Spacewatch                   |
| 34614 -                | 2000 UF19                | 29 ottobre 2000  | LINEAR                       |
| 34615 -                | 2000 UQ27                | 24 ottobre 2000  | LINEAR                       |
| 34616 Andrewbennett    | 2000 UO38                | 24 ottobre 2000  | LINEAR                       |
| 34617 -                | 2000 UU48                | 24 ottobre 2000  | LINEAR                       |
| 34618 -                | 2000 UX49                | 24 ottobre 2000  | LINEAR                       |
| 34619 Swagat           | 2000 UX53                | 24 ottobre 2000  | LINEAR                       |
| 34620 Edwinbodoni      | 2000 UX54                | 24 ottobre 2000  | LINEAR                       |
| 34621 -                | 2000 UR55                | 24 ottobre 2000  | LINEAR                       |
| 34622 -                | 2000 UK58                | 25 ottobre 2000  | LINEAR                       |
| 34623 -                | 2000 US59                | 25 ottobre 2000  | LINEAR                       |
| 34624 -                | 2000 UB62                | 25 ottobre 2000  | LINEAR                       |
| 34625 Bollimpalli      | 2000 UT68                | 25 ottobre 2000  | LINEAR                       |
| 34626 -                | 2000 UN69                | 25 ottobre 2000  | LINEAR                       |
| 34627 -                | 2000 UW95                | 25 ottobre 2000  | LINEAR                       |
| 34628 Samaboyea        | 2000 UA99                | 25 ottobre 2000  | LINEAR                       |
| 34629 -                | 2000 UK107               | 30 ottobre 2000  | LINEAR                       |
| 34630 -                | 2000 UX107               | 30 ottobre 2000  | LINEAR                       |
| 34631 -                | 2000 UY107               | 30 ottobre 2000  | LINEAR                       |
| 34632 Sarahbroas       | 2000 UY109               | 31 ottobre 2000  | LINEAR                       |
| 34633 Megancantwell    | 2000 VN11                | 1 novembre 2000  | LINEAR                       |
| 34634 Anjalichadha     | 2000 VQ17                | 1 novembre 2000  | LINEAR                       |
| 34635 -                | 2000 VH29                | 1 novembre 2000  | LINEAR                       |
| 34636 Lauwingkai       | 2000 VC39                | 1 novembre 2000  | W. K. Y. Yeung               |
| 34637 -                | 2000 VR41                | 1 novembre 2000  | LINEAR                       |
| 34638 -                | 2000 VV54                | 3 novembre 2000  | LINEAR                       |
| 34639 -                | 2000 WG1                 | 17 novembre 2000 | LINEAR                       |
| 34640 -                | 2000 WN1                 | 17 novembre 2000 | LINEAR                       |
| 34641 -                | 2000 WL2                 | 17 novembre 2000 | LINEAR                       |
| 34642 -                | 2000 WN2                 | 18 novembre 2000 | LINEAR                       |
| 34643 -                | 2000 WQ3                 | 18 novembre 2000 | LINEAR                       |
| 34644 Yatinchandar     | 2000 WX13                | 20 novembre 2000 | LINEAR                       |
| 34645 Vieiramartins    | 2000 WT67                | 20 novembre 2000 | LONEOS                       |
| 34646 Niaclements      | 2000 WT95                | 21 novembre 2000 | LINEAR                       |
| 34647 Ankushdhawan     | 2000 WV97                | 21 novembre 2000 | LINEAR                       |
| 34648 -                | 2000 WZ101               | 26 novembre 2000 | LINEAR                       |
| 34649 -                | 2000 WB103               | 26 novembre 2000 | LINEAR                       |
| 34650 Dunkenberger     | 2000 WK108               | 20 novembre 2000 | LINEAR                       |
| 34651 Edamadaka        | 2000 WQ114               | 20 novembre 2000 | LINEAR                       |
| 34652 Simoneevans      | 2000 WN136               | 20 novembre 2000 | LINEAR                       |
| 34653 -                | 2000 WJ144               | 21 novembre 2000 | NEAT                         |
| 34654 -                | 2000 WF145               | 22 novembre 2000 | NEAT                         |
| 34655 -                | 2000 WS151               | 29 novembre 2000 | NEAT                         |
| 34656 -                | 2000 WL152               | 28 novembre 2000 | LINEAR                       |
| 34657 -                | 2000 WG154               | 30 novembre 2000 | LINEAR                       |
| 34658 -                | 2000 WS158               | 30 novembre 2000 | NEAT                         |
| 34659 Damyasouami      | 2000 WS159               | 20 novembre 2000 | LONEOS                       |
| 34660 Mickeyvillarreal | 2000 WB162               | 20 novembre 2000 | LONEOS                       |
| 34661 -                | 2000 WQ165               | 23 novembre 2000 | NEAT                         |
| 34662 -                | 2000 WA172               | 25 novembre 2000 | LINEAR                       |
| 34663 -                | 2000 WT173               | 26 novembre 2000 | LINEAR                       |
| 34664 -                | 2000 WW182               | 18 novembre 2000 | LINEAR                       |
| 34665 Akbarwhizin      | 2000 WW184               | 29 novembre 2000 | LONEOS                       |
| 34666 Bohyunsan        | 2000 XA14                | 4 dicembre 2000  | Y.-B. Jeon, B.-C. Lee        |
| 34667 -                | 2000 XJ19                | 4 dicembre 2000  | LINEAR                       |
| 34668 -                | 2000 XW39                | 5 dicembre 2000  | LINEAR                       |
| 34669 -                | 2000 YO5                 | 16 dicembre 2000 | LINEAR                       |
| 34670 -                | 2000 YL11                | 19 dicembre 2000 | NEAT                         |
| 34671 -                | 2000 YY18                | 21 dicembre 2000 | LINEAR                       |
| 34672 -                | 2000 YU53                | 30 dicembre 2000 | LINEAR                       |
| 34673 -                | 2000 YM70                | 30 dicembre 2000 | LINEAR                       |
| 34674 -                | 2000 YE78                | 30 dicembre 2000 | LINEAR                       |
| 34675 Feldbush         | 2000 YR115               | 30 dicembre 2000 | LINEAR                       |
| 34676 -                | 2000 YF126               | 29 dicembre 2000 | NEAT                         |
| 34677 Hunterwilliams   | 2000 YB135               | 17 dicembre 2000 | LONEOS                       |
| 34678 Hansenestruch    | 2001 AB29                | 4 gennaio 2001   | LINEAR                       |
| 34679 -                | 2001 BH17                | 19 gennaio 2001  | LINEAR                       |
| 34680 Anahumphrey      | 2001 BR21                | 20 gennaio 2001  | LINEAR                       |
| 34681 Suhahussain      | 2001 BB22                | 20 gennaio 2001  | LINEAR                       |
| 34682 -                | 2001 BM42                | 19 gennaio 2001  | LINEAR                       |
| 34683 -                | 2001 CM11                | 1 febbraio 2001  | LINEAR                       |
| 34684 -                | 2001 CJ28                | 2 febbraio 2001  | LONEOS                       |
| 34685 -                | 2001 EE12                | 3 marzo 2001     | LINEAR                       |
| 34686 -                | 2001 FA40                | 18 marzo 2001    | LINEAR                       |
| 34687 Isahaku          | 2001 FU74                | 19 marzo 2001    | LINEAR                       |
| 34688 -                | 2001 FG119               | 20 marzo 2001    | NEAT                         |
| 34689 Flewelling       | 2001 FY147               | 24 marzo 2001    | LONEOS                       |
| 34690 -                | 2001 FH161               | 29 marzo 2001    | NEAT                         |
| 34691 -                | 2001 KV58                | 26 maggio 2001   | LINEAR                       |
| 34692 -                | 2001 KE61                | 17 maggio 2001   | NEAT                         |
| 34693 -                | 2001 LW14                | 15 giugno 2001   | LINEAR                       |
| 34694 -                | 2001 MK18                | 23 giugno 2001   | NEAT                         |
| 34695 -                | 2001 NY21                | 14 luglio 2001   | NEAT                         |
| 34696 Risoldi          | 2001 OV12                | 21 luglio 2001   | A. Boattini, M. Tombelli     |
| 34697 -                | 2001 OS14                | 20 luglio 2001   | LINEAR                       |
| 34698 -                | 2001 OD22                | 21 luglio 2001   | LONEOS                       |
| 34699 -                | 2001 OQ25                | 18 luglio 2001   | NEAT                         |
| 34700 -                | 2001 OE45                | 16 luglio 2001   | LONEOS                       |

## 34701-34800
| Nome                 | Designazione provvisoria | Data di scoperta  | Scopritore             |
| -------------------- | ------------------------ | ----------------- | ---------------------- |
| 34701 -              | 2001 OZ57                | 19 luglio 2001    | NEAT                   |
| 34702 -              | 2001 OW62                | 20 luglio 2001    | LONEOS                 |
| 34703 Wozniakiewicz  | 2001 OZ67                | 16 luglio 2001    | LONEOS                 |
| 34704 -              | 2001 OS80                | 29 luglio 2001    | LINEAR                 |
| 34705 -              | 2001 OA81                | 29 luglio 2001    | LINEAR                 |
| 34706 -              | 2001 OP83                | 27 luglio 2001    | NEAT                   |
| 34707 -              | 2001 OU86                | 28 luglio 2001    | NEAT                   |
| 34708 Grasset        | 2001 OG95                | 29 luglio 2001    | NEAT                   |
| 34709 -              | 2001 OW96                | 25 luglio 2001    | NEAT                   |
| 34710 -              | 2001 OS97                | 25 luglio 2001    | NEAT                   |
| 34711 -              | 2001 OV97                | 25 luglio 2001    | NEAT                   |
| 34712 Zexixing       | 2001 ON103               | 29 luglio 2001    | LONEOS                 |
| 34713 Yeşiltaş       | 2001 OO103               | 29 luglio 2001    | LONEOS                 |
| 34714 Haozhang       | 2001 OB105               | 28 luglio 2001    | LONEOS                 |
| 34715 -              | 2001 PO12                | 12 agosto 2001    | NEAT                   |
| 34716 Guzzo          | 2001 PC14                | 14 agosto 2001    | A. Boattini, L. Tesi   |
| 34717 Mirkovilli     | 2001 PD14                | 14 agosto 2001    | A. Boattini, L. Tesi   |
| 34718 Cantagalli     | 2001 PR28                | 14 agosto 2001    | L. Tesi, A. Boattini   |
| 34719 -              | 2001 PW47                | 13 agosto 2001    | NEAT                   |
| 34720 -              | 2001 PH54                | 14 agosto 2001    | NEAT                   |
| 34721 -              | 2001 QH5                 | 16 agosto 2001    | LINEAR                 |
| 34722 -              | 2001 QF9                 | 16 agosto 2001    | LINEAR                 |
| 34723 -              | 2001 QV14                | 16 agosto 2001    | LINEAR                 |
| 34724 -              | 2001 QM18                | 16 agosto 2001    | LINEAR                 |
| 34725 -              | 2001 QJ19                | 16 agosto 2001    | LINEAR                 |
| 34726 -              | 2001 QA25                | 16 agosto 2001    | LINEAR                 |
| 34727 -              | 2001 QV28                | 16 agosto 2001    | LINEAR                 |
| 34728 -              | 2001 QM30                | 16 agosto 2001    | LINEAR                 |
| 34729 Natalianoel    | 2001 QJ42                | 16 agosto 2001    | LINEAR                 |
| 34730 Rainajain      | 2001 QO45                | 16 agosto 2001    | LINEAR                 |
| 34731 Ronitjain      | 2001 QU47                | 16 agosto 2001    | LINEAR                 |
| 34732 -              | 2001 QD48                | 16 agosto 2001    | LINEAR                 |
| 34733 -              | 2001 QY52                | 16 agosto 2001    | LINEAR                 |
| 34734 -              | 2001 QS64                | 16 agosto 2001    | LINEAR                 |
| 34735 -              | 2001 QA69                | 17 agosto 2001    | LINEAR                 |
| 34736 -              | 2001 QG69                | 17 agosto 2001    | LINEAR                 |
| 34737 Parkerjou      | 2001 QC71                | 18 agosto 2001    | LINEAR                 |
| 34738 Hulbert        | 2001 QV71                | 20 agosto 2001    | C. Wolfe               |
| 34739 Maryalice      | 2001 QO75                | 16 agosto 2001    | LINEAR                 |
| 34740 Emmakeeler     | 2001 QJ77                | 16 agosto 2001    | LINEAR                 |
| 34741 Alyssakeirn    | 2001 QM77                | 16 agosto 2001    | LINEAR                 |
| 34742 -              | 2001 QD79                | 16 agosto 2001    | LINEAR                 |
| 34743 Kollipara      | 2001 QE80                | 16 agosto 2001    | LINEAR                 |
| 34744 -              | 2001 QS86                | 16 agosto 2001    | NEAT                   |
| 34745 -              | 2001 QV90                | 22 agosto 2001    | LINEAR                 |
| 34746 Thoon          | 2001 QE91                | 22 agosto 2001    | LINEAR                 |
| 34747 -              | 2001 QC92                | 19 agosto 2001    | LINEAR                 |
| 34748 -              | 2001 QN93                | 22 agosto 2001    | LINEAR                 |
| 34749 -              | 2001 QU93                | 22 agosto 2001    | LINEAR                 |
| 34750 -              | 2001 QB97                | 17 agosto 2001    | LINEAR                 |
| 34751 -              | 2001 QO100               | 22 agosto 2001    | NEAT                   |
| 34752 Venkatkrishnan | 2001 QU105               | 23 agosto 2001    | LINEAR                 |
| 34753 Zdeněkmatyáš   | 2001 QU110               | 24 agosto 2001    | P. Pravec, P. Kušnirák |
| 34754 -              | 2001 QG111               | 25 agosto 2001    | C. W. Juels            |
| 34755 -              | 2001 QW120               | 19 agosto 2001    | LINEAR                 |
| 34756 -              | 2001 QL139               | 22 agosto 2001    | LINEAR                 |
| 34757 -              | 2001 QX139               | 22 agosto 2001    | LINEAR                 |
| 34758 -              | 2001 QH148               | 20 agosto 2001    | NEAT                   |
| 34759 -              | 2001 QL151               | 23 agosto 2001    | LINEAR                 |
| 34760 Ciccone        | 2001 QR152               | 26 agosto 2001    | W. K. Y. Yeung         |
| 34761 -              | 2001 QM179               | 28 agosto 2001    | NEAT                   |
| 34762 -              | 2001 QP180               | 25 agosto 2001    | NEAT                   |
| 34763 -              | 2001 QV189               | 22 agosto 2001    | LINEAR                 |
| 34764 -              | 2001 QZ197               | 22 agosto 2001    | LINEAR                 |
| 34765 -              | 2001 QG199               | 22 agosto 2001    | LINEAR                 |
| 34766 Everettkroll   | 2001 QP200               | 22 agosto 2001    | LINEAR                 |
| 34767 -              | 2001 QV201               | 22 agosto 2001    | NEAT                   |
| 34768 -              | 2001 QK221               | 24 agosto 2001    | NEAT                   |
| 34769 Remilabeille   | 2001 QB236               | 24 agosto 2001    | LINEAR                 |
| 34770 Leyendecker    | 2001 QJ243               | 24 agosto 2001    | LINEAR                 |
| 34771 Lilauren       | 2001 QO252               | 25 agosto 2001    | LINEAR                 |
| 34772 Lirachel       | 2001 QU257               | 25 agosto 2001    | LINEAR                 |
| 34773 -              | 2001 QL260               | 25 agosto 2001    | LINEAR                 |
| 34774 -              | 2001 QX261               | 25 agosto 2001    | LINEAR                 |
| 34775 Zinzi          | 2001 QL263               | 25 agosto 2001    | LONEOS                 |
| 34776 -              | 2001 QC269               | 20 agosto 2001    | NEAT                   |
| 34777 -              | 2001 RH                  | 6 settembre 2001  | LINEAR                 |
| 34778 Huhunglick     | 2001 RV6                 | 10 settembre 2001 | W. K. Y. Yeung         |
| 34779 Chungchiyung   | 2001 RW11                | 10 settembre 2001 | W. K. Y. Yeung         |
| 34780 Nikhillohe     | 2001 RB56                | 12 settembre 2001 | LINEAR                 |
| 34781 -              | 2001 RK63                | 12 settembre 2001 | LINEAR                 |
| 34782 -              | 2001 RV72                | 10 settembre 2001 | LINEAR                 |
| 34783 -              | 2001 RB75                | 10 settembre 2001 | LINEAR                 |
| 34784 Lukelong       | 2001 RS77                | 10 settembre 2001 | LINEAR                 |
| 34785 -              | 2001 RG87                | 11 settembre 2001 | LONEOS                 |
| 34786 Odeh           | 2001 RS87                | 11 settembre 2001 | LONEOS                 |
| 34787 -              | 2001 RG109               | 12 settembre 2001 | LINEAR                 |
| 34788 Samuellossef   | 2001 RE114               | 12 settembre 2001 | LINEAR                 |
| 34789 Brucemckean    | 2001 SC2                 | 17 settembre 2001 | W. K. Y. Yeung         |
| 34790 -              | 2001 SA4                 | 16 settembre 2001 | NEAT                   |
| 34791 Ericcraine     | 2001 SU4                 | 18 settembre 2001 | R. A. Tucker           |
| 34792 Hsiehcheching  | 2001 SE10                | 20 settembre 2001 | W. K. Y. Yeung         |
| 34793 -              | 2001 SO12                | 16 settembre 2001 | LINEAR                 |
| 34794 -              | 2001 SS25                | 16 settembre 2001 | LINEAR                 |
| 34795 -              | 2001 SB34                | 16 settembre 2001 | LINEAR                 |
| 34796 Rheamalhotra   | 2001 SW35                | 16 settembre 2001 | LINEAR                 |
| 34797 Alicemartynova | 2001 SK38                | 16 settembre 2001 | LINEAR                 |
| 34798 -              | 2001 SD45                | 16 settembre 2001 | LINEAR                 |
| 34799 Mcdonaldboyer  | 2001 SQ48                | 16 settembre 2001 | LINEAR                 |
| 34800 Evanmeade      | 2001 SD59                | 17 settembre 2001 | LINEAR                 |

## 34801-34900
| Nome                 | Designazione provvisoria | Data di scoperta  | Scopritore                                             |
| -------------------- | ------------------------ | ----------------- | ------------------------------------------------------ |
| 34801 -              | 2001 SE61                | 17 settembre 2001 | LINEAR                                                 |
| 34802 Anwesha        | 2001 SP61                | 17 settembre 2001 | LINEAR                                                 |
| 34803 -              | 2001 SW63                | 17 settembre 2001 | LINEAR                                                 |
| 34804 -              | 2001 SP67                | 17 settembre 2001 | LINEAR                                                 |
| 34805 -              | 2001 SC69                | 17 settembre 2001 | LINEAR                                                 |
| 34806 -              | 2001 SJ69                | 17 settembre 2001 | LINEAR                                                 |
| 34807 -              | 2001 SQ72                | 17 settembre 2001 | LINEAR                                                 |
| 34808 Bocosur        | 2001 SY73                | 19 settembre 2001 | LONEOS                                                 |
| 34809 -              | 2001 SQ74                | 19 settembre 2001 | LONEOS                                                 |
| 34810 -              | 2001 SN108               | 20 settembre 2001 | LINEAR                                                 |
| 34811 -              | 2001 ST108               | 20 settembre 2001 | LINEAR                                                 |
| 34812 -              | 2001 SB109               | 20 settembre 2001 | LINEAR                                                 |
| 34813 -              | 2001 SS109               | 20 settembre 2001 | LINEAR                                                 |
| 34814 Muthukumar     | 2001 ST109               | 20 settembre 2001 | LINEAR                                                 |
| 34815 Wongfaye       | 2001 SQ113               | 20 settembre 2001 | W. K. Y. Yeung                                         |
| 34816 -              | 2001 ST113               | 20 settembre 2001 | W. K. Y. Yeung                                         |
| 34817 Shiominemoto   | 2001 SE116               | 21 settembre 2001 | BATTeRS                                                |
| 34818 -              | 2001 SQ116               | 16 settembre 2001 | LINEAR                                                 |
| 34819 Nandininaidu   | 2001 SW119               | 16 settembre 2001 | LINEAR                                                 |
| 34820 -              | 2001 SC125               | 16 settembre 2001 | LINEAR                                                 |
| 34821 Oyetunji       | 2001 SF129               | 16 settembre 2001 | LINEAR                                                 |
| 34822 Dhruvikparikh  | 2001 SO133               | 16 settembre 2001 | LINEAR                                                 |
| 34823 Lillipetersen  | 2001 SM155               | 17 settembre 2001 | LINEAR                                                 |
| 34824 -              | 2001 SY156               | 17 settembre 2001 | LINEAR                                                 |
| 34825 -              | 2001 SR161               | 17 settembre 2001 | LINEAR                                                 |
| 34826 -              | 2001 SK163               | 17 settembre 2001 | LINEAR                                                 |
| 34827 -              | 2001 SC165               | 17 settembre 2001 | LINEAR                                                 |
| 34828 Ishapuri       | 2001 SO168               | 19 settembre 2001 | LINEAR                                                 |
| 34829 -              | 2001 SF198               | 19 settembre 2001 | LINEAR                                                 |
| 34830 Annaquinlan    | 2001 SQ227               | 19 settembre 2001 | LINEAR                                                 |
| 34831 Krithikramesh  | 2001 SA234               | 19 settembre 2001 | LINEAR                                                 |
| 34832 -              | 2001 SU234               | 19 settembre 2001 | LINEAR                                                 |
| 34833 -              | 2001 SF239               | 19 settembre 2001 | LINEAR                                                 |
| 34834 -              | 2001 SF243               | 19 settembre 2001 | LINEAR                                                 |
| 34835 -              | 2001 SZ249               | 19 settembre 2001 | LINEAR                                                 |
| 34836 Ronakroy       | 2001 SE254               | 19 settembre 2001 | LINEAR                                                 |
| 34837 Berilsaygin    | 2001 SD262               | 21 settembre 2001 | LINEAR                                                 |
| 34838 Lazowski       | 2001 SK262               | 21 settembre 2001 | W. K. Y. Yeung                                         |
| 34839 -              | 2001 SL263               | 25 settembre 2001 | C. W. Juels, P. R. Holvorcem                           |
| 34840 -              | 2001 SB268               | 25 settembre 2001 | W. K. Y. Yeung                                         |
| 34841 -              | 2001 SE268               | 25 settembre 2001 | W. K. Y. Yeung                                         |
| 34842 -              | 2001 SU270               | 16 settembre 2001 | NEAT                                                   |
| 34843 -              | 2001 SZ276               | 21 settembre 2001 | NEAT                                                   |
| 34844 Malavshah      | 2001 SG277               | 27 settembre 2001 | LINEAR                                                 |
| 34845 -              | 2001 SN278               | 21 settembre 2001 | LONEOS                                                 |
| 34846 Vincent        | 2001 SY281               | 22 settembre 2001 | LONEOS                                                 |
| 34847 -              | 2001 SJ286               | 21 settembre 2001 | NEAT                                                   |
| 34848 -              | 2001 SC288               | 27 settembre 2001 | NEAT                                                   |
| 34849 -              | 2001 SG288               | 27 settembre 2001 | NEAT                                                   |
| 34850 -              | 2001 TL8                 | 9 ottobre 2001    | LINEAR                                                 |
| 34851 -              | 2001 TT8                 | 9 ottobre 2001    | LINEAR                                                 |
| 34852 Shteyman       | 2001 TS12                | 13 ottobre 2001   | LINEAR                                                 |
| 34853 -              | 2001 TK16                | 11 ottobre 2001   | LINEAR                                                 |
| 34854 Paquifrutos    | 2001 TP17                | 13 ottobre 2001   | R. Ferrando                                            |
| 34855 Annaspektor    | 2001 TT30                | 14 ottobre 2001   | LINEAR                                                 |
| 34856 Savithas       | 2001 TR32                | 14 ottobre 2001   | LINEAR                                                 |
| 34857 Sutaria        | 2001 TB36                | 14 ottobre 2001   | LINEAR                                                 |
| 34858 -              | 2001 TW44                | 14 ottobre 2001   | LINEAR                                                 |
| 34859 -              | 2001 TR49                | 15 ottobre 2001   | W. K. Y. Yeung                                         |
| 34860 -              | 2001 TJ77                | 13 ottobre 2001   | LINEAR                                                 |
| 34861 -              | 2001 TY77                | 13 ottobre 2001   | LINEAR                                                 |
| 34862 Utkarshtandon  | 2001 TX79                | 13 ottobre 2001   | LINEAR                                                 |
| 34863 Lientang       | 2001 TP107               | 13 ottobre 2001   | LINEAR                                                 |
| 34864 -              | 2001 TG114               | 14 ottobre 2001   | LINEAR                                                 |
| 34865 -              | 2001 TH116               | 14 ottobre 2001   | LINEAR                                                 |
| 34866 -              | 2001 TN119               | 15 ottobre 2001   | LINEAR                                                 |
| 34867 -              | 2001 TB121               | 15 ottobre 2001   | LINEAR                                                 |
| 34868 -              | 2001 TB136               | 13 ottobre 2001   | NEAT                                                   |
| 34869 -              | 2001 TD170               | 15 ottobre 2001   | LINEAR                                                 |
| 34870 -              | 2001 TS195               | 15 ottobre 2001   | NEAT                                                   |
| 34871 -              | 2001 UM2                 | 18 ottobre 2001   | W. K. Y. Yeung                                         |
| 34872 -              | 2001 UV2                 | 20 ottobre 2001   | G. Hug                                                 |
| 34873 -              | 2001 UF6                 | 20 ottobre 2001   | J. Nomen                                               |
| 34874 Tolwani        | 2001 UU9                 | 17 ottobre 2001   | LINEAR                                                 |
| 34875 -              | 2001 US22                | 17 ottobre 2001   | LINEAR                                                 |
| 34876 Sofiatomov     | 2001 UK32                | 16 ottobre 2001   | LINEAR                                                 |
| 34877 Tremsin        | 2001 UQ34                | 16 ottobre 2001   | LINEAR                                                 |
| 34878 -              | 2001 UU34                | 16 ottobre 2001   | LINEAR                                                 |
| 34879 Tripathiishan  | 2001 UQ35                | 16 ottobre 2001   | LINEAR                                                 |
| 34880 -              | 2001 UN45                | 17 ottobre 2001   | LINEAR                                                 |
| 34881 -              | 2001 UF63                | 17 ottobre 2001   | LINEAR                                                 |
| 34882 -              | 2001 UK66                | 18 ottobre 2001   | LINEAR                                                 |
| 34883 -              | 2001 UQ94                | 19 ottobre 2001   | NEAT                                                   |
| 34884 -              | 2001 UR119               | 22 ottobre 2001   | LINEAR                                                 |
| 34885 -              | 2001 VE12                | 10 novembre 2001  | LINEAR                                                 |
| 34886 -              | 2001 VH12                | 10 novembre 2001  | LINEAR                                                 |
| 34887 -              | 2001 VJ14                | 10 novembre 2001  | LINEAR                                                 |
| 34888 -              | 2001 VP16                | 7 novembre 2001   | NEAT                                                   |
| 34889 -              | 2001 VY33                | 9 novembre 2001   | LINEAR                                                 |
| 34890 Vasikaran      | 2001 VS62                | 10 novembre 2001  | LINEAR                                                 |
| 34891 Elizabethpaige | 2001 VR66                | 10 novembre 2001  | LINEAR                                                 |
| 34892 Evapalisa      | 2001 VW88                | 15 novembre 2001  | E. W. Elst, H. Debehogne                               |
| 34893 Mihomasatoshi  | 2001 WM1                 | 17 novembre 2001  | BATTeRS                                                |
| 34894 -              | 2012 P-L                 | 24 settembre 1960 | C. J. van Houten, I. van Houten-Groeneveld, T. Gehrels |
| 34895 -              | 2026 P-L                 | 24 settembre 1960 | C. J. van Houten, I. van Houten-Groeneveld, T. Gehrels |
| 34896 -              | 2117 P-L                 | 24 settembre 1960 | C. J. van Houten, I. van Houten-Groeneveld, T. Gehrels |
| 34897 -              | 2537 P-L                 | 24 settembre 1960 | C. J. van Houten, I. van Houten-Groeneveld, T. Gehrels |
| 34898 -              | 2622 P-L                 | 24 settembre 1960 | C. J. van Houten, I. van Houten-Groeneveld, T. Gehrels |
| 34899 -              | 2628 P-L                 | 24 settembre 1960 | C. J. van Houten, I. van Houten-Groeneveld, T. Gehrels |
| 34900 -              | 2698 P-L                 | 24 settembre 1960 | C. J. van Houten, I. van Houten-Groeneveld, T. Gehrels |

## 34901-35000
| Nome              | Designazione provvisoria | Data di scoperta  | Scopritore                                             |
| ----------------- | ------------------------ | ----------------- | ------------------------------------------------------ |
| 34901 Mauna Loa   | 2699 P-L                 | 24 settembre 1960 | C. J. van Houten, I. van Houten-Groeneveld, T. Gehrels |
| 34902 -           | 2728 P-L                 | 24 settembre 1960 | C. J. van Houten, I. van Houten-Groeneveld, T. Gehrels |
| 34903 -           | 3037 P-L                 | 24 settembre 1960 | C. J. van Houten, I. van Houten-Groeneveld, T. Gehrels |
| 34904 -           | 3085 P-L                 | 25 settembre 1960 | C. J. van Houten, I. van Houten-Groeneveld, T. Gehrels |
| 34905 -           | 3110 P-L                 | 24 settembre 1960 | C. J. van Houten, I. van Houten-Groeneveld, T. Gehrels |
| 34906 -           | 3116 P-L                 | 24 settembre 1960 | C. J. van Houten, I. van Houten-Groeneveld, T. Gehrels |
| 34907 -           | 3527 P-L                 | 17 ottobre 1960   | C. J. van Houten, I. van Houten-Groeneveld, T. Gehrels |
| 34908 -           | 3528 P-L                 | 17 ottobre 1960   | C. J. van Houten, I. van Houten-Groeneveld, T. Gehrels |
| 34909 -           | 3534 P-L                 | 17 ottobre 1960   | C. J. van Houten, I. van Houten-Groeneveld, T. Gehrels |
| 34910 -           | 4052 P-L                 | 24 settembre 1960 | C. J. van Houten, I. van Houten-Groeneveld, T. Gehrels |
| 34911 -           | 4288 P-L                 | 24 settembre 1960 | C. J. van Houten, I. van Houten-Groeneveld, T. Gehrels |
| 34912 -           | 4314 P-L                 | 24 settembre 1960 | C. J. van Houten, I. van Houten-Groeneveld, T. Gehrels |
| 34913 -           | 4527 P-L                 | 24 settembre 1960 | C. J. van Houten, I. van Houten-Groeneveld, T. Gehrels |
| 34914 -           | 4535 P-L                 | 24 settembre 1960 | C. J. van Houten, I. van Houten-Groeneveld, T. Gehrels |
| 34915 -           | 4564 P-L                 | 24 settembre 1960 | C. J. van Houten, I. van Houten-Groeneveld, T. Gehrels |
| 34916 -           | 4595 P-L                 | 24 settembre 1960 | C. J. van Houten, I. van Houten-Groeneveld, T. Gehrels |
| 34917 -           | 4616 P-L                 | 24 settembre 1960 | C. J. van Houten, I. van Houten-Groeneveld, T. Gehrels |
| 34918 -           | 4654 P-L                 | 24 settembre 1960 | C. J. van Houten, I. van Houten-Groeneveld, T. Gehrels |
| 34919 Imelda      | 4710 P-L                 | 24 settembre 1960 | C. J. van Houten, I. van Houten-Groeneveld, T. Gehrels |
| 34920 -           | 4735 P-L                 | 24 settembre 1960 | C. J. van Houten, I. van Houten-Groeneveld, T. Gehrels |
| 34921 -           | 4801 P-L                 | 24 settembre 1960 | C. J. van Houten, I. van Houten-Groeneveld, T. Gehrels |
| 34922 -           | 4825 P-L                 | 24 settembre 1960 | C. J. van Houten, I. van Houten-Groeneveld, T. Gehrels |
| 34923 -           | 4870 P-L                 | 24 settembre 1960 | C. J. van Houten, I. van Houten-Groeneveld, T. Gehrels |
| 34924 -           | 6109 P-L                 | 24 settembre 1960 | C. J. van Houten, I. van Houten-Groeneveld, T. Gehrels |
| 34925 -           | 6114 P-L                 | 24 settembre 1960 | C. J. van Houten, I. van Houten-Groeneveld, T. Gehrels |
| 34926 -           | 6133 P-L                 | 24 settembre 1960 | C. J. van Houten, I. van Houten-Groeneveld, T. Gehrels |
| 34927 -           | 6189 P-L                 | 24 settembre 1960 | C. J. van Houten, I. van Houten-Groeneveld, T. Gehrels |
| 34928 -           | 6230 P-L                 | 24 settembre 1960 | C. J. van Houten, I. van Houten-Groeneveld, T. Gehrels |
| 34929 -           | 6522 P-L                 | 26 settembre 1960 | C. J. van Houten, I. van Houten-Groeneveld, T. Gehrels |
| 34930 -           | 6570 P-L                 | 24 settembre 1960 | C. J. van Houten, I. van Houten-Groeneveld, T. Gehrels |
| 34931 -           | 6621 P-L                 | 24 settembre 1960 | C. J. van Houten, I. van Houten-Groeneveld, T. Gehrels |
| 34932 -           | 6644 P-L                 | 26 settembre 1960 | C. J. van Houten, I. van Houten-Groeneveld, T. Gehrels |
| 34933 -           | 6652 P-L                 | 24 settembre 1960 | C. J. van Houten, I. van Houten-Groeneveld, T. Gehrels |
| 34934 -           | 6689 P-L                 | 24 settembre 1960 | C. J. van Houten, I. van Houten-Groeneveld, T. Gehrels |
| 34935 -           | 6780 P-L                 | 24 settembre 1960 | C. J. van Houten, I. van Houten-Groeneveld, T. Gehrels |
| 34936 -           | 6861 P-L                 | 24 settembre 1960 | C. J. van Houten, I. van Houten-Groeneveld, T. Gehrels |
| 34937 -           | 9063 P-L                 | 17 ottobre 1960   | C. J. van Houten, I. van Houten-Groeneveld, T. Gehrels |
| 34938 -           | 9562 P-L                 | 17 ottobre 1960   | C. J. van Houten, I. van Houten-Groeneveld, T. Gehrels |
| 34939 -           | 9575 P-L                 | 17 ottobre 1960   | C. J. van Houten, I. van Houten-Groeneveld, T. Gehrels |
| 34940 -           | 9586 P-L                 | 17 ottobre 1960   | C. J. van Houten, I. van Houten-Groeneveld, T. Gehrels |
| 34941 -           | 1244 T-1                 | 25 marzo 1971     | C. J. van Houten, I. van Houten-Groeneveld, T. Gehrels |
| 34942 -           | 1275 T-1                 | 25 marzo 1971     | C. J. van Houten, I. van Houten-Groeneveld, T. Gehrels |
| 34943 -           | 1286 T-1                 | 25 marzo 1971     | C. J. van Houten, I. van Houten-Groeneveld, T. Gehrels |
| 34944 -           | 2202 T-1                 | 25 marzo 1971     | C. J. van Houten, I. van Houten-Groeneveld, T. Gehrels |
| 34945 -           | 2263 T-1                 | 25 marzo 1971     | C. J. van Houten, I. van Houten-Groeneveld, T. Gehrels |
| 34946 -           | 2286 T-1                 | 25 marzo 1971     | C. J. van Houten, I. van Houten-Groeneveld, T. Gehrels |
| 34947 -           | 3298 T-1                 | 26 marzo 1971     | C. J. van Houten, I. van Houten-Groeneveld, T. Gehrels |
| 34948 -           | 4103 T-1                 | 26 marzo 1971     | C. J. van Houten, I. van Houten-Groeneveld, T. Gehrels |
| 34949 -           | 4111 T-1                 | 26 marzo 1971     | C. J. van Houten, I. van Houten-Groeneveld, T. Gehrels |
| 34950 -           | 4188 T-1                 | 26 marzo 1971     | C. J. van Houten, I. van Houten-Groeneveld, T. Gehrels |
| 34951 -           | 4221 T-1                 | 26 marzo 1971     | C. J. van Houten, I. van Houten-Groeneveld, T. Gehrels |
| 34952 -           | 4874 T-1                 | 13 maggio 1971    | C. J. van Houten, I. van Houten-Groeneveld, T. Gehrels |
| 34953 -           | 1008 T-2                 | 29 settembre 1973 | C. J. van Houten, I. van Houten-Groeneveld, T. Gehrels |
| 34954 -           | 1032 T-2                 | 29 settembre 1973 | C. J. van Houten, I. van Houten-Groeneveld, T. Gehrels |
| 34955 -           | 1044 T-2                 | 29 settembre 1973 | C. J. van Houten, I. van Houten-Groeneveld, T. Gehrels |
| 34956 -           | 1327 T-2                 | 29 settembre 1973 | C. J. van Houten, I. van Houten-Groeneveld, T. Gehrels |
| 34957 -           | 1347 T-2                 | 29 settembre 1973 | C. J. van Houten, I. van Houten-Groeneveld, T. Gehrels |
| 34958 -           | 1357 T-2                 | 29 settembre 1973 | C. J. van Houten, I. van Houten-Groeneveld, T. Gehrels |
| 34959 -           | 2077 T-2                 | 29 settembre 1973 | C. J. van Houten, I. van Houten-Groeneveld, T. Gehrels |
| 34960 -           | 2100 T-2                 | 29 settembre 1973 | C. J. van Houten, I. van Houten-Groeneveld, T. Gehrels |
| 34961 -           | 2252 T-2                 | 29 settembre 1973 | C. J. van Houten, I. van Houten-Groeneveld, T. Gehrels |
| 34962 -           | 2307 T-2                 | 29 settembre 1973 | C. J. van Houten, I. van Houten-Groeneveld, T. Gehrels |
| 34963 -           | 3091 T-2                 | 30 settembre 1973 | C. J. van Houten, I. van Houten-Groeneveld, T. Gehrels |
| 34964 -           | 3122 T-2                 | 30 settembre 1973 | C. J. van Houten, I. van Houten-Groeneveld, T. Gehrels |
| 34965 -           | 3221 T-2                 | 30 settembre 1973 | C. J. van Houten, I. van Houten-Groeneveld, T. Gehrels |
| 34966 -           | 3260 T-2                 | 30 settembre 1973 | C. J. van Houten, I. van Houten-Groeneveld, T. Gehrels |
| 34967 -           | 3269 T-2                 | 30 settembre 1973 | C. J. van Houten, I. van Houten-Groeneveld, T. Gehrels |
| 34968 -           | 4094 T-2                 | 29 settembre 1973 | C. J. van Houten, I. van Houten-Groeneveld, T. Gehrels |
| 34969 -           | 4108 T-2                 | 29 settembre 1973 | C. J. van Houten, I. van Houten-Groeneveld, T. Gehrels |
| 34970 -           | 4218 T-2                 | 29 settembre 1973 | C. J. van Houten, I. van Houten-Groeneveld, T. Gehrels |
| 34971 -           | 4286 T-2                 | 29 settembre 1973 | C. J. van Houten, I. van Houten-Groeneveld, T. Gehrels |
| 34972 -           | 5039 T-2                 | 25 settembre 1973 | C. J. van Houten, I. van Houten-Groeneveld, T. Gehrels |
| 34973 -           | 5157 T-2                 | 25 settembre 1973 | C. J. van Houten, I. van Houten-Groeneveld, T. Gehrels |
| 34974 -           | 5164 T-2                 | 25 settembre 1973 | C. J. van Houten, I. van Houten-Groeneveld, T. Gehrels |
| 34975 -           | 1050 T-3                 | 17 ottobre 1977   | C. J. van Houten, I. van Houten-Groeneveld, T. Gehrels |
| 34976 -           | 1115 T-3                 | 17 ottobre 1977   | C. J. van Houten, I. van Houten-Groeneveld, T. Gehrels |
| 34977 -           | 1167 T-3                 | 17 ottobre 1977   | C. J. van Houten, I. van Houten-Groeneveld, T. Gehrels |
| 34978 van 't Hoff | 1901 T-3                 | 17 ottobre 1977   | C. J. van Houten, I. van Houten-Groeneveld, T. Gehrels |
| 34979 -           | 2173 T-3                 | 16 ottobre 1977   | C. J. van Houten, I. van Houten-Groeneveld, T. Gehrels |
| 34980 -           | 2307 T-3                 | 16 ottobre 1977   | C. J. van Houten, I. van Houten-Groeneveld, T. Gehrels |
| 34981 -           | 2342 T-3                 | 16 ottobre 1977   | C. J. van Houten, I. van Houten-Groeneveld, T. Gehrels |
| 34982 -           | 2494 T-3                 | 16 ottobre 1977   | C. J. van Houten, I. van Houten-Groeneveld, T. Gehrels |
| 34983 -           | 3046 T-3                 | 16 ottobre 1977   | C. J. van Houten, I. van Houten-Groeneveld, T. Gehrels |
| 34984 -           | 3163 T-3                 | 16 ottobre 1977   | C. J. van Houten, I. van Houten-Groeneveld, T. Gehrels |
| 34985 -           | 3286 T-3                 | 16 ottobre 1977   | C. J. van Houten, I. van Houten-Groeneveld, T. Gehrels |
| 34986 -           | 3837 T-3                 | 16 ottobre 1977   | C. J. van Houten, I. van Houten-Groeneveld, T. Gehrels |
| 34987 -           | 4065 T-3                 | 16 ottobre 1977   | C. J. van Houten, I. van Houten-Groeneveld, T. Gehrels |
| 34988 -           | 4222 T-3                 | 16 ottobre 1977   | C. J. van Houten, I. van Houten-Groeneveld, T. Gehrels |
| 34989 -           | 4251 T-3                 | 16 ottobre 1977   | C. J. van Houten, I. van Houten-Groeneveld, T. Gehrels |
| 34990 -           | 4270 T-3                 | 16 ottobre 1977   | C. J. van Houten, I. van Houten-Groeneveld, T. Gehrels |
| 34991 -           | 4295 T-3                 | 16 ottobre 1977   | C. J. van Houten, I. van Houten-Groeneveld, T. Gehrels |
| 34992 -           | 4418 T-3                 | 16 ottobre 1977   | C. J. van Houten, I. van Houten-Groeneveld, T. Gehrels |
| 34993 Euaimon     | 1973 SR1                 | 20 settembre 1973 | C. J. van Houten, I. van Houten-Groeneveld, T. Gehrels |
| 34994 -           | 1977 CS1                 | 11 febbraio 1977  | S. J. Bus                                              |
| 34995 Dainihonshi | 1977 DP2                 | 18 febbraio 1977  | H. Kosai, K. Hurukawa                                  |
| 34996 Mitokoumon  | 1977 DH4                 | 18 febbraio 1977  | H. Kosai, K. Hurukawa                                  |
| 34997 -           | 1978 OP                  | 28 luglio 1978    | Perth Observatory                                      |
| 34998 -           | 1978 SE                  | 27 settembre 1978 | R. M. West                                             |
| 34999 -           | 1978 VC3                 | 7 novembre 1978   | E. F. Helin, S. J. Bus                                 |
| 35000 -           | 1978 VN3                 | 7 novembre 1978   | E. F. Helin, S. J. Bus                                 |